# Cuenca minera palentina
La cuenca minera palentina es un área carbonífera española situada en la vertiente meridional de la cordillera Cantábrica. Debe su nombre a su situación, en el norte de la provincia de Palencia, en la comarca de la Montaña Palentina. Sus principales explotaciones son de hulla y antracita.
Los afloramientos carboníferos palentinos se asientan sobre la denominada Unidad del Pisuerga-Carrión, una zona metamórfica que constituye la parte más oriental de las regiones geológicas de la Zona Cantábrica. Se extienden sobre unos 55 km en dirección SO-NE por el norte de la provincia.
El descubrimiento del carbón en esta zona se produjo en 1838 entre las localidades de Orbó y Barruelo, en la parte oriental de la cuenca, por lo que fueron las primeras zonas en comenzar su explotación. La minería del carbón cambió por completo la economía y la demografía de la comarca, convirtiéndose en su principal medio económico y facilitando la instalación de infraestructuras para su transporte, como el ferrocarril de La Robla y el ramal ferroviario Barruelo-Quintanilla de las Torres.
Potenciado como principal fuente de energía del país durante la autarquía de la década de 1950, a partir de los sesenta comenzó una época de recesión al ser sustituido por otros hidrocarburos, y recibió el golpe definitivo con la entrada de España en la Comunidad Económica Europea en 1986, que aconsejó el cierre de todas las instalaciones que no fuesen rentables. Durante los noventa se fueron cerrando paulatinamente todas las explotaciones mineras, hasta quedar reducidas a dos minas subterráneas en Velilla del Río Carrión y dos a cielo abierto en los municipios de Guardo y Castrejón de la Peña. En 2012 UMINSA anunció el cierre indefinido de todas sus explotaciones en la provincia, que fue llevado a cabo a lo largo de 2014.
La influencia de los casi dos siglos de actividad minera ha sido muy importante en aspectos como el medio físico, la demografía, la economía, la sociología y la cultura de la zona.

## Contexto geográfico

### Topografía

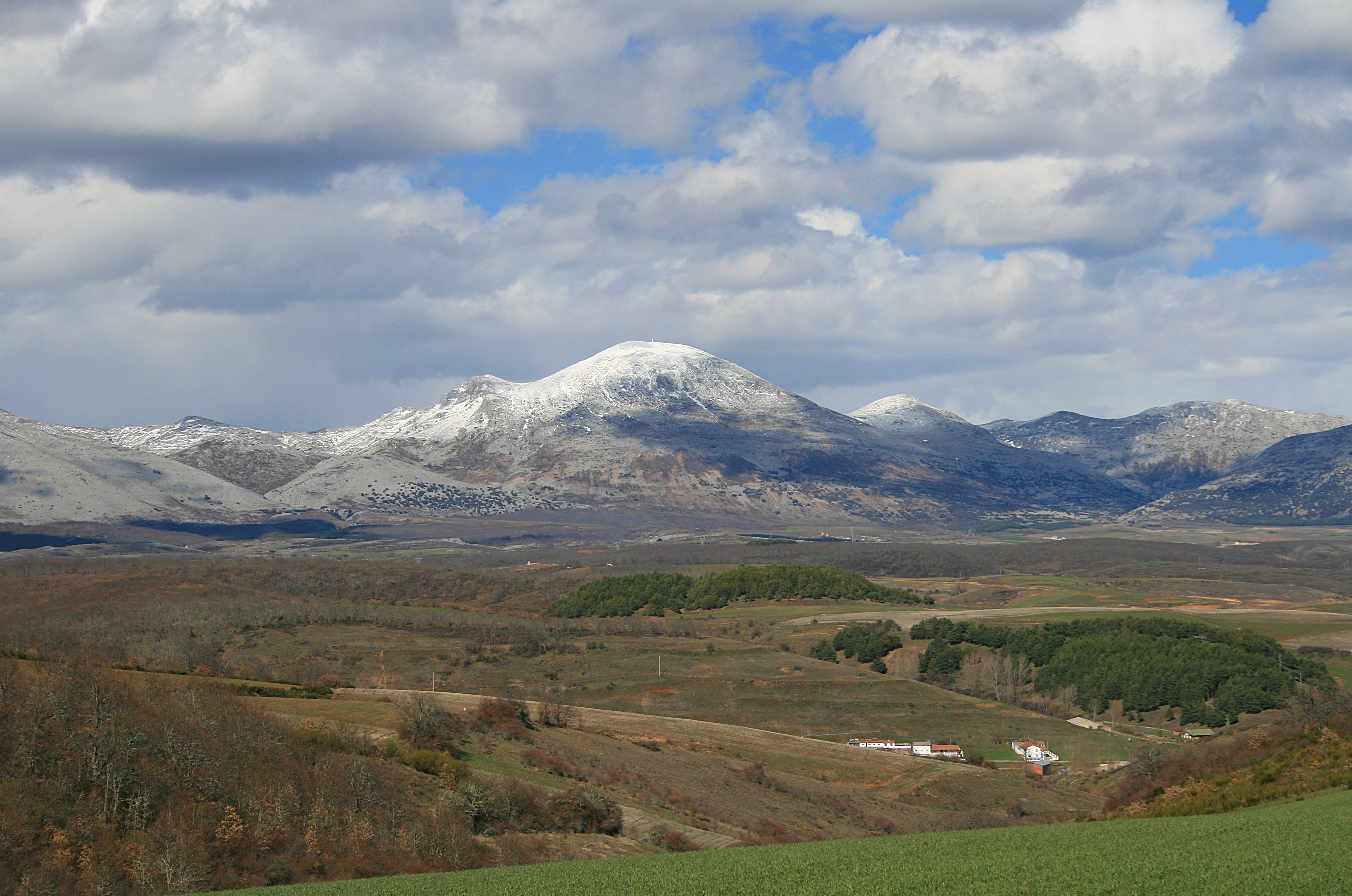
Vista sur de La Peña (estribación de la sierra del Brezo) desde Respenda de la Peña, con Peña Redonda en el centro. A sus pies se pueden divisar las localidades de Las Heras y Santibáñez de la Peña. La falda sur de esta sierra estuvo poblada de explotaciones mineras durante todo el.

La Montaña Palentina es una comarca natural caracterizada por el paisaje montañoso que le da nombre. Está encuadrada en el sector central de la Cordillera Cantábrica, y su relieve se caracteriza por un fuerte contraste entre los valles fluviales y las elevaciones montañosas. El Ministerio de Agricultura, Pesca y Alimentación otorga a la comarca el rango de Zona de Alta Montaña, según la Ley 25/1982. Dentro de la misma se distinguen, de oeste a este, tres áreas montañosas:
- Fuentes Carrionas y La Pernía Occidental, en la parte más occidental de la zona, junto a los límites provinciales con Cantabria y León, donde se encuentran las mayores elevaciones de la comarca: Curavacas (2520 m s. n. m.), Espigüete (2450  m) y Pico Murcia (2431 m).[Nota 1]
- Sierra del Brezo y La Peña, extendiéndose unos 30 km desde Fuentes Carrionas hasta la cuenca del Pisuerga, con la Peña del Fraile (2025 m) y Peña Redonda (1993 m) como máximas prominencias.
- Sierra Braña, sierra de Peña Labra y sierra de Híjar, en la parte más oriental de la comarca, junto al límite provincial con Cantabria. Sus cimas más representativas son Valdecebollas (2139 m), Peña Sestil (2063 m) y Peña Labra (2029 m).

En la Montaña Palentina se encuentran dos importantes cuencas sedimentarias, la cuenca del Duero, con el nacimiento en la zona de dos importantes subsidiarios: el Carrión y el Pisuerga; y la del Ebro, que atraviesa una pequeña porción al NE de la comarca.

### Subdivisión geográfica

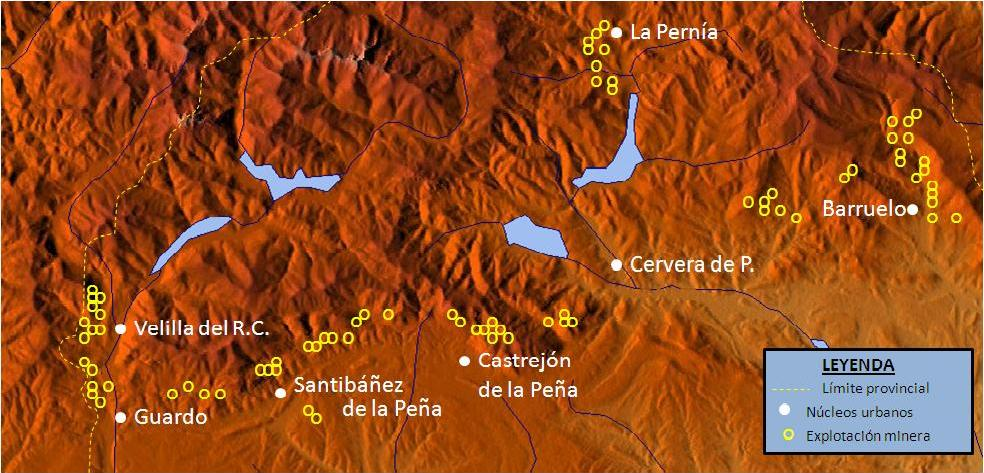
Mapa físico de la zona norte de la provincia palentina, en el que se puede observar la distribución de las principales explotaciones mineras subterráneas, de las cuales en 2010 solo dos quedaban en funcionamiento, ambas en Velilla del Río Carrión, en la parte occidental.

Ricardo Becerro de Bengoa, uno de los primeros historiadores en dejar constancia documental de la cuenca, estableció en 1874 en su Libro de Palencia la primera subdivisión geográfica de la zona minera palentina:
- Cuenca del Rubagón: el área en torno al río Rubagón, con Barruelo de Santullán y Orbó como núcleos principales.
- Cuenca del Carrión: en las proximidades del río Carrión, y con las explotaciones de Guardo, Velilla del Río Carrión y Santibáñez de la Peña como núcleos.
- Cuenca del Pisuerga: las explotaciones mineras al norte de Cervera de Pisuerga, principalmente La Pernía y San Salvador de Cantamuda.

Esta subdivisión llevada a cabo en el siglo XIX ha seguido siendo considerada válida por autores modernos.

### Subdivisión por rango

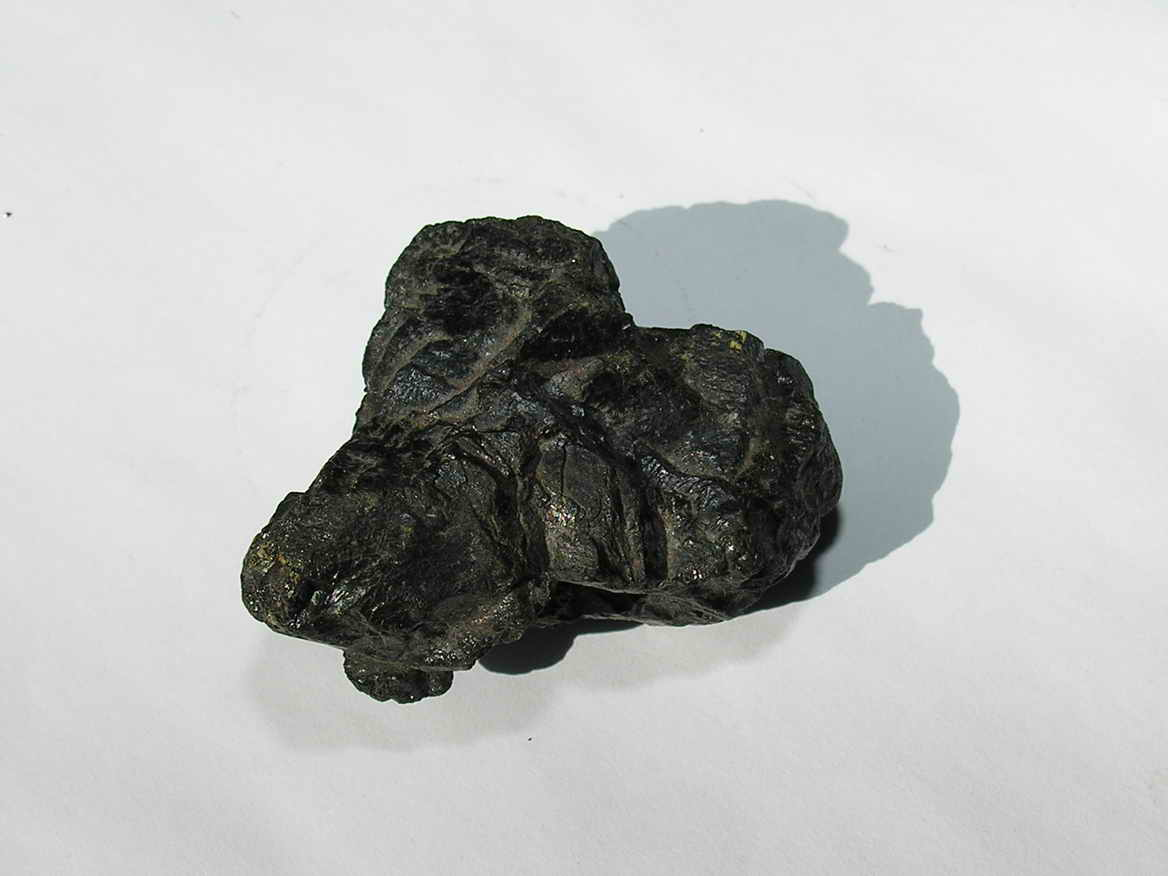
Fragmento de mineral de hulla, que se distribuye por la parte NE de la Montaña Palentina.

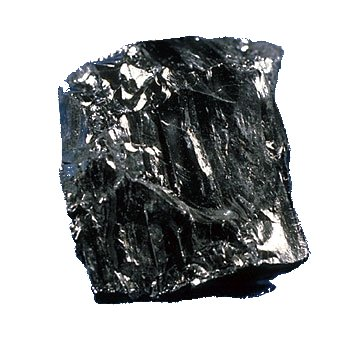
La antracita se localiza en la zona NO de la cuenca.

#### Hulla
La hulla se encuentra principalmente en torno al valle de Santullán, teniendo como principal núcleo la localidad de Barruelo. Fue el geólogo Casiano de Prado el primero en estudiar las cuencas hulleras leonesa y palentina. Según un estudio publicado en 1875 por Román Oriol y Vidal, las capas de hulla se encontraban principalmente en Valle, Orbó, Barruelo y San Cebrián de Mudá, aunque también se prolongaban hasta Guardo por la parte occidental y hacia Verdeña, San Salvador de Cantamuda, Lores y Piedrasluengas por el norte. Según este estudio, en dicho valle existen 16 capas de carbón divididas en tres grupos; el inferior, que comprende las cuatro capas más antiguas de la formación, y que en la época ya estaban siendo explotadas; el grupo medio, formado por ocho capas, también en explotación; y el grupo superior, compuesto por tres capas de buenas condiciones y una cuarta de mala calidad. Del grupo inferior al medio se estimaba una distancia de 100 m, y de este al superior otra de unos 500, siendo el espesor de cada capa de aproximadamente un metro. Sus reservas están calculadas en 75 millones de toneladas seguras más otras 50 probables.

#### Antracita
La cuenca de antracita se localiza al noroeste de la provincia, desde el límite con la provincia de León hasta Cervera de Pisuerga. Se trata de una estrecha franja limitada por el norte por las elevaciones montañosas de Fuentes Carrionas y sierra del Brezo y por el Sur por los términos urbanos de Velilla del Río Carrión, Guardo, Santibáñez de la Peña, Castrejón de la Peña y Dehesa de Montejo. Más al norte, hay otro núcleo en torno a La Pernía y San Salvador de Cantamuda.
Esta zona se estima que consta de entre diez y doce capas de antracita de distinta calidad de aproximadamente un metro de espesor. Existen estimaciones de que las reservas son de unos 85 millones de toneladas seguras más otras 20 probables.

## Geología

### Geología general

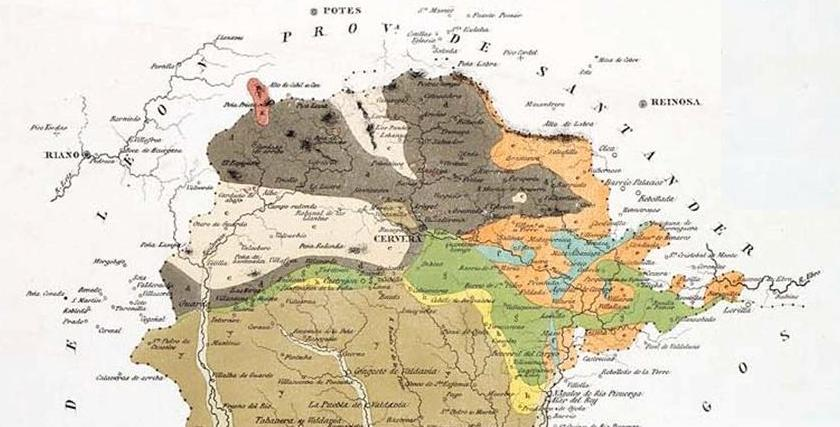
Detalle del mapa geológico de la provincia de Palencia realizado por Casiano de Prado en 1856. Obsérvese que las áreas correspondientes a la cuenca minera se corresponden con el período Carbonífero (marrón oscuro en el mapa).

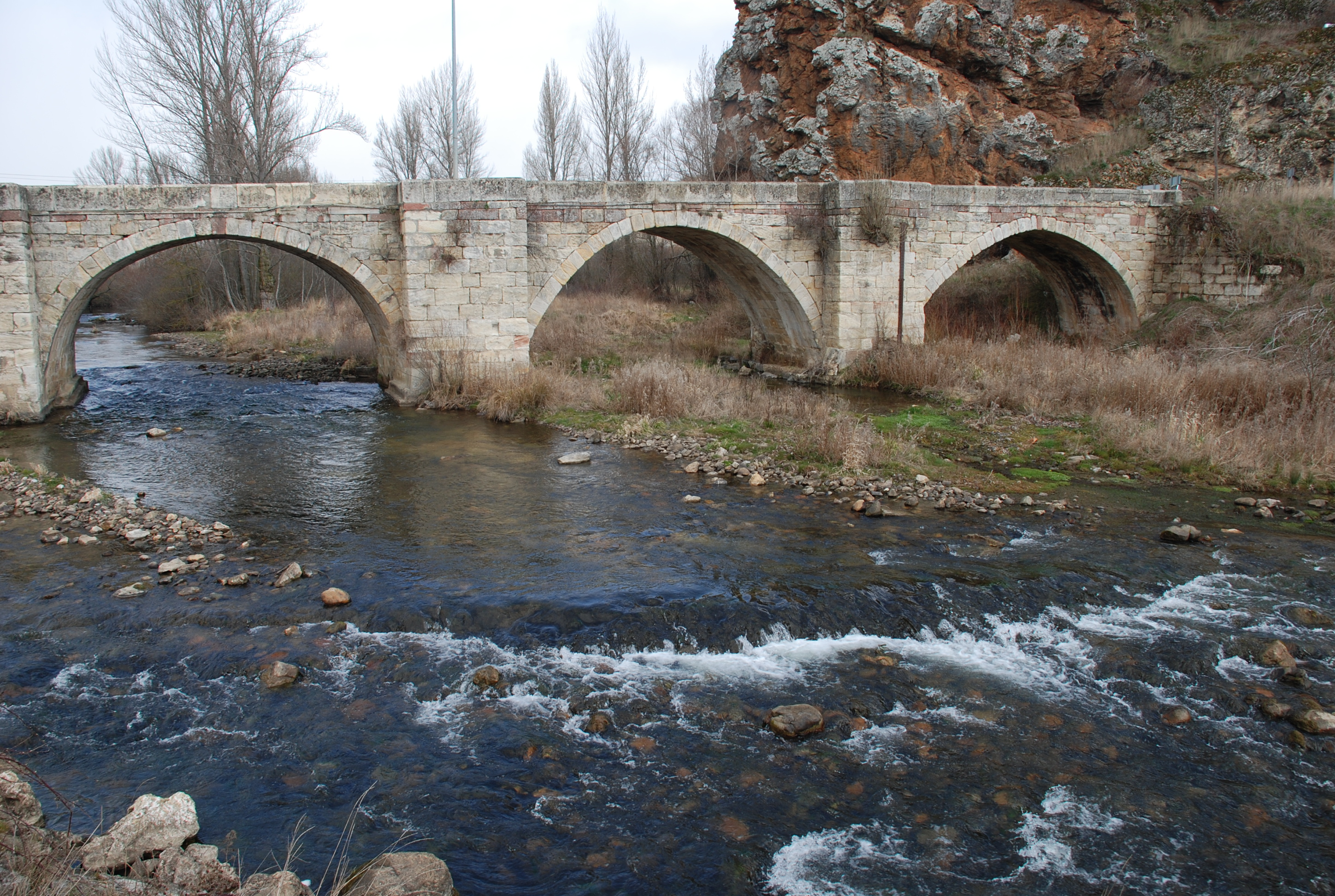
El puente sobre el río Pisuerga, en Cervera. El Pisuerga suele considerarse oficiosamente el límite entre la subzona Guardo-Cervera de producción de antracita y la subzona de Barruelo y sus explotaciones de hulla. Por su parte la villa cerverana fue durante gran parte del el centro neurálgico de una zona minera que englobaba las explotaciones próximas de Dehesa de Montejo al sur y La Pernía al norte, alcanzando en 1991 su tope de habitantes, con 2953.

La cuenca minera palentina se asienta sobre la denominada Unidad del Pisuerga-Carrión, que constituye la parte más oriental de las regiones geológicas de la Zona Cantábrica.
Está compuesta por materiales paleozoicos sobre los que se asientan los depósitos cuaternarios del extremo norte de la cuenca del Duero. El sistema carbonífero, que se prolonga sobre unos 55 km en dirección SO-NE por el norte de la provincia de Palencia, se caracteriza por la presencia de series de sedimentos con importantes variaciones de facies. Los afloramientos del Carbonífero Inferior son muy homogéneos y se encuentran vinculados a los devónicos, por lo que son considerados preorogénicos, mientras que a partir del Namuriense su composición es mucho más compleja y varía en función del área, habiéndose diferenciado al menos cinco zonas con diferentes características estratigráficas.
Los sedimentos carboníferos de la cuenca palentina pertenecen a cuatro períodos secuenciales marcados por las sucesivas fases tectónicas: Westfaliense, Estefaniense y Pre-Pérmico Inferior. A pesar de que ambas cuencas (hullera y de antracita) fueron intensamente plegadas durante la fase Astúrica del Westfaliense A, su origen, como se ve a continuación, es distinto.

### Geología por zona
Cuenca hullera
La cuenca hullera data de la fase Westfaliense B del período Carbonífero. En esta cuenca la sedimentación fue principalmente deltaica, compuesta principalmente por fases marinas entre las que se intercalaron episodios continentales con capas de carbón. Su relleno tuvo lugar durante dos etapas: depósitos basales del Westfaliense B y pizarras, turbas y calizas del Westfaliense C.
En esta subzona de Barruelo, de sedimentación principalmente marina, el espesor de la sucesión sedimentaria es de unos 8000 m. Se han distinguido seis unidades litoestratigráficas con capas de carbón, con la siguiente potencia:
- Formación Peña Cildá: >500 m
- Formación Barruelo: 1200 m
- Formación Brañosera: 870 m
- Formación Ojosa: >2200 m
- Formación Vergaño: 1350 m

Cuenca de antracita
La subzona Guardo-Cervera pertenece al período Westfaliense D. Al contrario que la subzona de Barruelo (predominantemente marina), esta cuenca es de influencia continental. Su serie sedimentaria se apoya sobre los restos del Devónico y del Carbonífero Inferior, y la componen tramos principalmente continentales alternados con otros marinos.
La faja carbonífera que se prolonga desde Guardo hasta Cervera de Pisuerga está originada por el movimiento alpino que dio origen a la sierra del Brezo, y que arrastró una formación carbonífera desde el interior de la meseta hasta plegarse sobre la cordillera Cantábrica, formando una falla donde se localizan los yacimientos carboníferos.

## Petrografía
Según un estudio publicado en la revista especializada Geogaceta en 2006, los carbones procedentes de la zona Guardo-La Pernía alcanzan en función de su contenido en materias volátiles el grado de antracita. Asimismo, indica que el alto rango alcanzado por los carbones en esta área, así como la presencia en los mismos de coque natural y pirocarbones, implica su exposición a temperaturas elevadas y una importante alteración térmica. Como conclusión, se apunta que la tectónica de la zona ha ejercido una importante influencia en el rango y las características físicoestructurales de sus carbones.
Por su parte, el carbón procedente del área del valle de Santullán y cuenca del Rubagón está catalogado como hulla, y pertenece a la denominada Formación hullera del Norte, que comprende también los yacimientos de Asturias y León, con los que comparte características. La hulla es una roca sedimentaria orgánica, un tipo de carbón mineral formado mediante la compresión del lignito.

## Actividad minera

### Historia

#### Contexto

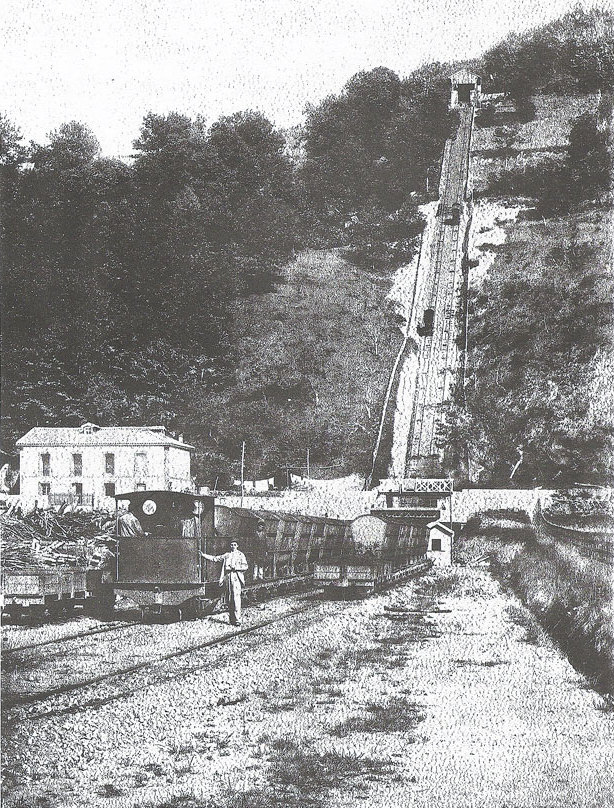
La minería asturiana fue pionera en las explotaciones de carbón en España, y ha sido también objeto de una grave recesión desde finales del. En la imagen, plano inclinado en la mina "Mariana", en Mieres, c. 1895.

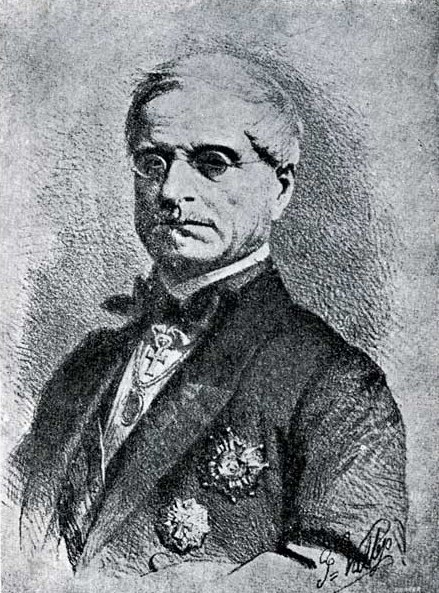
El geólogo Casiano de Prado, pionero en el estudio de las cuencas mineras leonesa y palentina. Ya en su Mapa geológico de la provincia de Palencia, de 1856, (ver sección geología) trazó con detalle los afloramientos carboníferos.

Dos hechos condicionaron el inicio de la actividad minera en la zona norte de la provincia de Palencia: la necesidad del carbón mineral para la nueva tecnología surgida tras la Revolución Industrial y la nueva legislación minera promulgada en España en la época.
La aparición de la máquina de vapor, motor de la revolución industrial iniciada en la segunda mitad del siglo XVIII, incrementó el consumo mundial de combustibles fósiles, especialmente el de carbón. Su aplicación al ferrocarril, el medio de transporte que revolucionó esta época, motivó que los agentes generadores de la misma fueran la mina, la fábrica y el ferrocarril.
En España, la necesidad de liberalizar el sector minero y favorecer la iniciativa privada permitió sucesivas modificaciones en la legislación, y a la reforma llevada a cabo por Fausto de Elhuyar en 1825 bajo el reinado de Fernando VII le sucedió la definitiva Ley de minas de 1868, que permitía el traspaso definitivo de la propiedad de las minas, antes propiedad de la Corona, a manos de inversores privados.
El inicio de la minería del carbón en España se sitúa en Asturias, donde el ingeniero de minas Guillermo Schulz llevó a cabo entre 1832 y 1834 un preciso estudio geológico que permitió la ubicación exacta de los yacimientos de hulla. A finales de la década de 1830 nacieron las primeras empresas mineras en la zona, que darían origen a otras más poderosas, como Duro Felguera.

#### Primeras prospecciones
Cuenca hullera
El polifacético Ricardo Becerro de Bengoa atribuye en sus escritos el descubrimiento del carbón en la montaña palentina al párroco de Salcedillo, Ciriaco del Río, en 1838. Según Becerro de Bengoa, el religioso (que días antes había leído en un diario un artículo sobre el carbón de piedra y su explotación) volvía una tarde desde Aguilar de Campoo cuando, entre las localidades de Orbó y Barruelo halló en su camino unos trozos de piedra negra. Tras comprobar que aquel mineral ardía y mantenía el calor, se cercioró de la presencia de mayores cantidades, poniéndose en contacto con la sociedad minera Collantes de Reinosa para comenzar la explotación del yacimiento. Esta tesis es mantenida por la historiografía existente sobre el tema.
La primera empresa en llevar a cabo una explotación industrial de las minas fue la Compañía Collantes Hermanos, constituida para tal fin, y que adquirió varias concesiones en la zona en 1846. En 1856, esta sociedad vendió sus explotaciones al Crédito Mobiliario Español, que llevaría a cabo la extracción y distribución del mineral. En aquella época, ésta se realizaba mediante el transporte en carretas de tracción animal hasta Alar del Rey, desde donde se transportaba en barcazas a través del Canal de Castilla hasta Valladolid, lugar desde el que era distribuido. Este sistema encarecía notablemente el precio final del producto, por lo que se acometió la construcción del ramal ferroviario Barruelo-Quintanilla de las Torres, que enlazaba con el ferrocarril Palencia-Santander y que fue puesto en funcionamiento en diciembre de 1863. Gracias a esta infraestructura, la hulla barruelana comenzó a competir con la producida en otras zonas, multiplicando su producción, que alcanzó las 53 740 toneladas en 1865, y convertiría a la provincia en la segunda de España en producción hullera. Entre 1901 y 1910 la cuenca del Rubagón produjo 1 200 150 t.
Cuenca de antracita
El comienzo de las explotaciones en la cuenca palentina de antracita fue más tardío que el de la hulla, y su desarrollo no fue pleno hasta la construcción del ferrocarril de La Robla. Así, su actividad no se puede considerar productiva hasta 1895, con extracciones llevadas a cabo por la empresa bilbaína Sociedad Euskaro-Castellana en la zona de Guardo. En 1900 se activaron las explotaciones en Villaverde de la Peña, La Pernía y Castrejón de la Peña, estas últimas iniciadas por Claudio López Bru, Marqués de Comillas, que adquirió las principales minas del municipio.
A partir de 1908 la actividad en Guardo fue tomada por la Sociedad Minera San Luis, que adquirió las explotaciones de la Euskaro-Castellana y en poco tiempo se convirtió en la principal empresa de la zona. El otro gran núcleo de la antracita palentina, Velilla del Río Carrión, no experimentaría su eclosión definitiva hasta unos años más tarde, aunque ya había sido confirmada la presencia de varias capas en sus inmediaciones.

#### El ferrocarril de La Robla

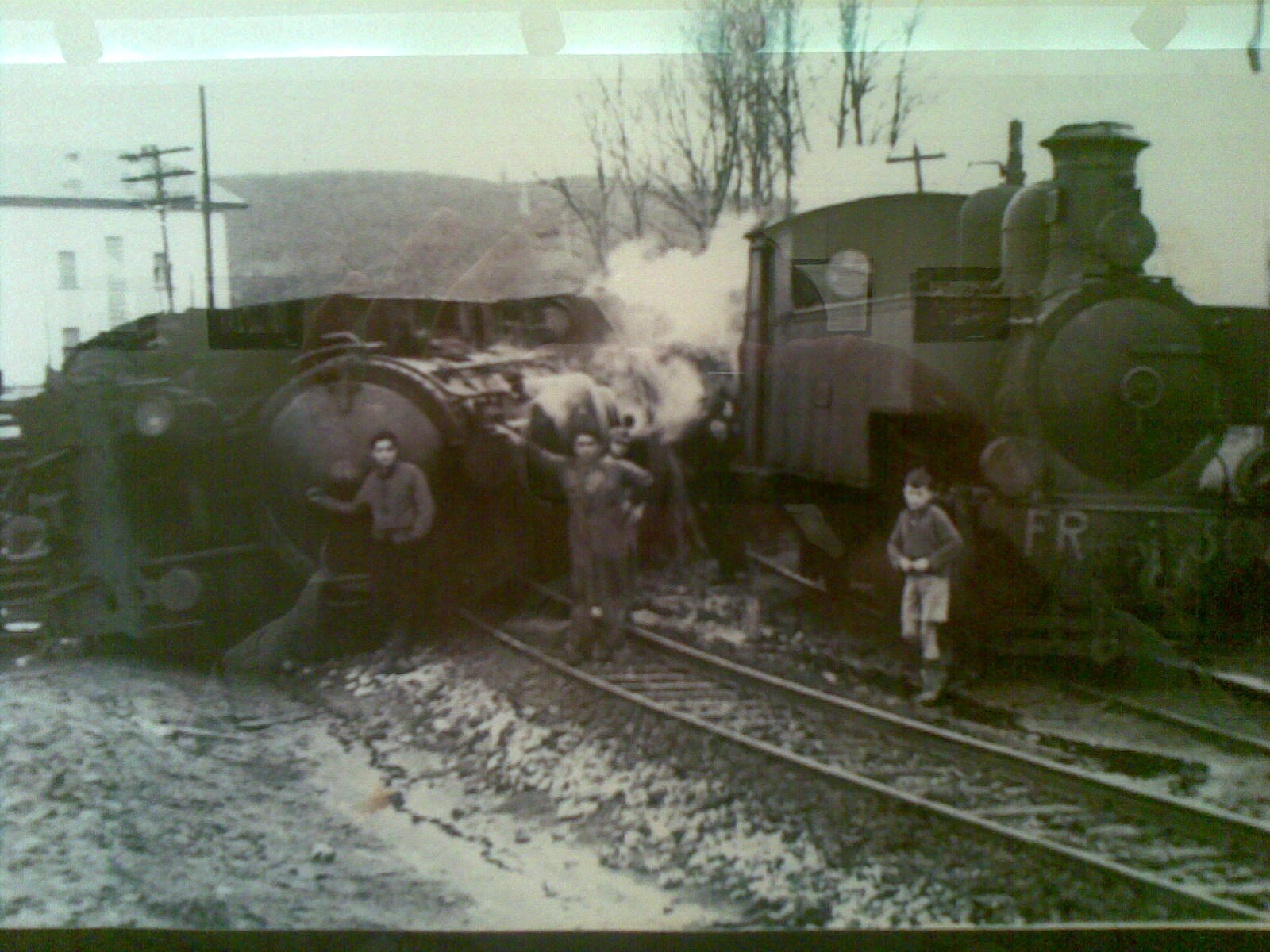
Una locomotora del ferrocarril de La Robla descarrilada en las inmediaciones de la estación de Guardo, en una imagen de los años cuarenta del siglo XX. La construcción de esta línea férrea de vía estrecha abrió al carbón palentino una posibilidad de distribución que tuvo una influencia decisiva en el sector.

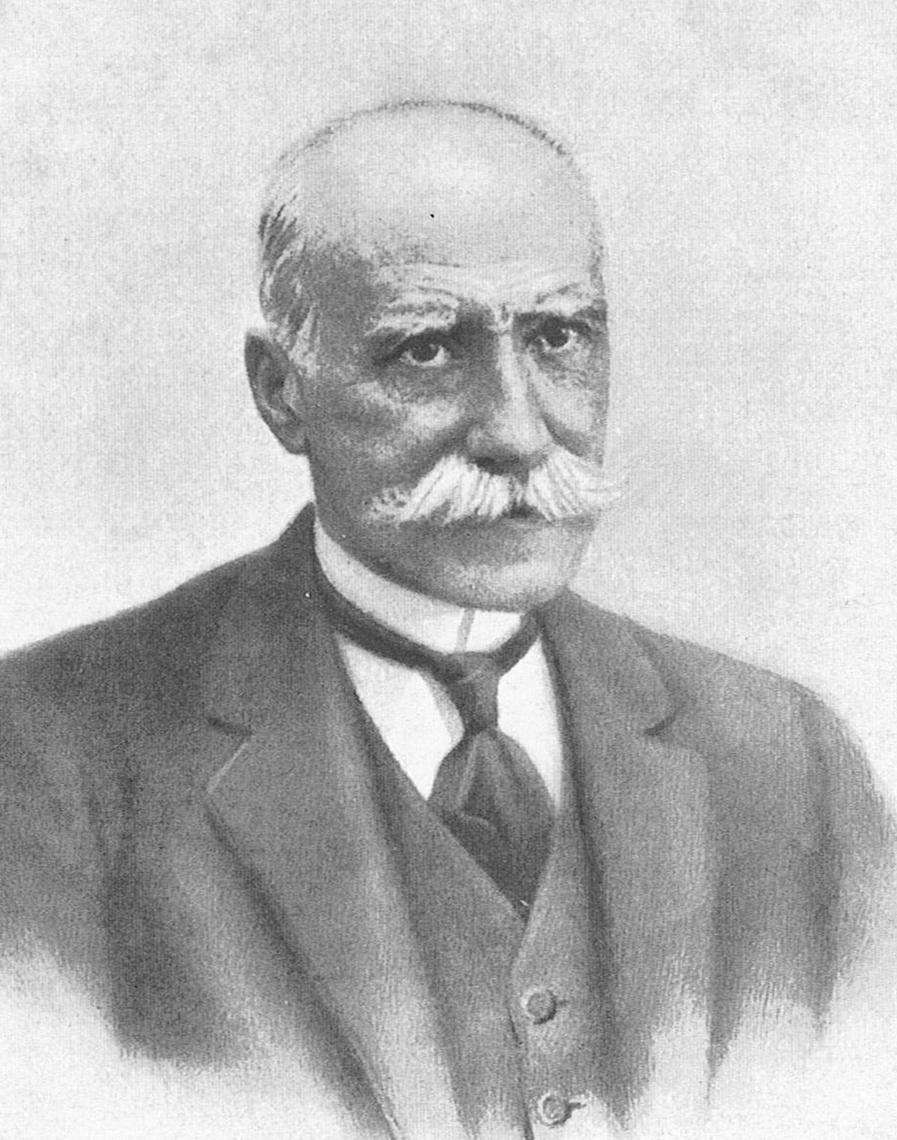
Mariano Zuaznavar es una figura clave en la historia de la minería palentina. El ingeniero guipuzcoano se empleó desde 1878 como director facultativo de las minas de Orbó, donde proyectó una obra maestra de la ingeniería minera de la época: el Canal subterráneo de Orbó. Después, desde 1889, fue el promotor y proyectista del ferrocarril de La Robla, que constituyó el impulso definitivo a la industria minera palentina.

La construcción del ferrocarril de La Robla significó el espaldarazo definitivo al desarrollo de la minería en la provincia palentina. Su proyecto se debió a la gran importancia adquirida por la industria metalúrgica en Vizcaya a finales del siglo XIX (desde 1902, Altos Hornos de Vizcaya), y su importante repercusión en el desarrollo industrial español. El principal problema de esta industria fue el alto coste que representaba el transporte del carbón necesario para la elaboración del coque utilizado para alimentar los hornos de fundición. Este combustible llegaba a los puertos vizcaínos por vía marítima, procedente de Asturias e Inglaterra. Este hecho provocaba que la importancia porcentual del combustible en el coste de producción del lingote de hierro en Vizcaya doblase e incluso triplicase lo que representaba en otras zonas siderúrgicas como Pittsburgh, Loira o Westfalia. Surgió entonces la necesidad de un medio de transporte eficaz que uniera las aisladas cuencas palentina y leonesa con las emergentes acerías vascas. El elegido fue el ferrocarril, que tras la Revolución Industrial se había convertido en el transporte terrestre más ventajoso.
Los proyectos para resolver este problema de comunicaciones fueron varios durante el final del siglo XIX. Tras el estudio de posibles variantes, el proyecto definitivo, que unía las localidades de La Robla en León y Valmaseda en Vizcaya, obra del prestigioso ingeniero de minas guipuzcoano Mariano Zuaznavar, fue presentado en las Cortes el 26 de noviembre de 1889. Zuaznavar (1841-1916), con gran experiencia en explotaciones mineras, convenció al empresariado bilbaíno del interés económico de invertir en el proyecto, de tal forma que los accionistas del ferrocarril eran también los propietarios de las explotaciones mineras. Las obras fueron llevadas a cabo con gran rapidez. El 6 de octubre de 1892 –en apenas dos años– fue inaugurado el primer tramo, entre Valmaseda y Espinosa de los Monteros, de 45 km y salvando uno de los mayores desniveles del trayecto. El tramo principal de la línea (Valmaseda-La Robla) quedó inaugurado en 1894, apenas cuatro años después del inicio de las obras. Posteriormente se añadirían dos ramales que enlazaron con las ciudades de León y Bilbao.
| Producción de la cuenca hasta la I Guerra Mundial (toneladas)                                                                  | Producción de la cuenca hasta la I Guerra Mundial (toneladas) | Producción de la cuenca hasta la I Guerra Mundial (toneladas) | Producción de la cuenca hasta la I Guerra Mundial (toneladas) | Producción de la cuenca hasta la I Guerra Mundial (toneladas) | Producción de la cuenca hasta la I Guerra Mundial (toneladas) | Producción de la cuenca hasta la I Guerra Mundial (toneladas) | Producción de la cuenca hasta la I Guerra Mundial (toneladas) | Producción de la cuenca hasta la I Guerra Mundial (toneladas) | Producción de la cuenca hasta la I Guerra Mundial (toneladas) | Producción de la cuenca hasta la I Guerra Mundial (toneladas) | Producción de la cuenca hasta la I Guerra Mundial (toneladas) | Producción de la cuenca hasta la I Guerra Mundial (toneladas) | Producción de la cuenca hasta la I Guerra Mundial (toneladas) |
| | 1904                                                          | 1905                                                          | 1906                                                          | 1907                                                          | 1908                                                          | 1909                                                          | 1910                                                          | 1911                                                          | 1912                                                          | 1913                                                          |                                                               |                                                               |                                                               |
| --- | ------------------------------------------------------------- | ------------------------------------------------------------- | ------------------------------------------------------------- | ------------------------------------------------------------- | ------------------------------------------------------------- | ------------------------------------------------------------- | ------------------------------------------------------------- | ------------------------------------------------------------- | ------------------------------------------------------------- | ------------------------------------------------------------- | ------------------------------------------------------------- | ------------------------------------------------------------- | ------------------------------------------------------------- |
| Hulla | 105 000                                                       | 98 000                                                        | 110 000                                                       | 105 000                                                       | 140 000                                                       | 135 000                                                       | 130 000                                                       | 120 000                                                       | 105 000                                                       | 125 000                                                       |                                                               |                                                               |                                                               |
| Antracita | 24 000                                                        | 23 000                                                        | 8000                                                          | 10 000                                                        | 12 000                                                        | 32 000                                                        | 45 000                                                        | 47 000                                                        | 62 000                                                        | 62 000                                                        |                                                               |                                                               |                                                               |
| Fuentes: El verdadero despertar de la hulla leonesa Mineros y minas. Historia del carbón de antracita en la Montaña Palentina. |                                                               |                                                               |                                                               |                                                               |                                                               |                                                               |                                                               |                                                               |                                                               |                                                               |                                                               |                                                               |                                                               |

#### El despegue

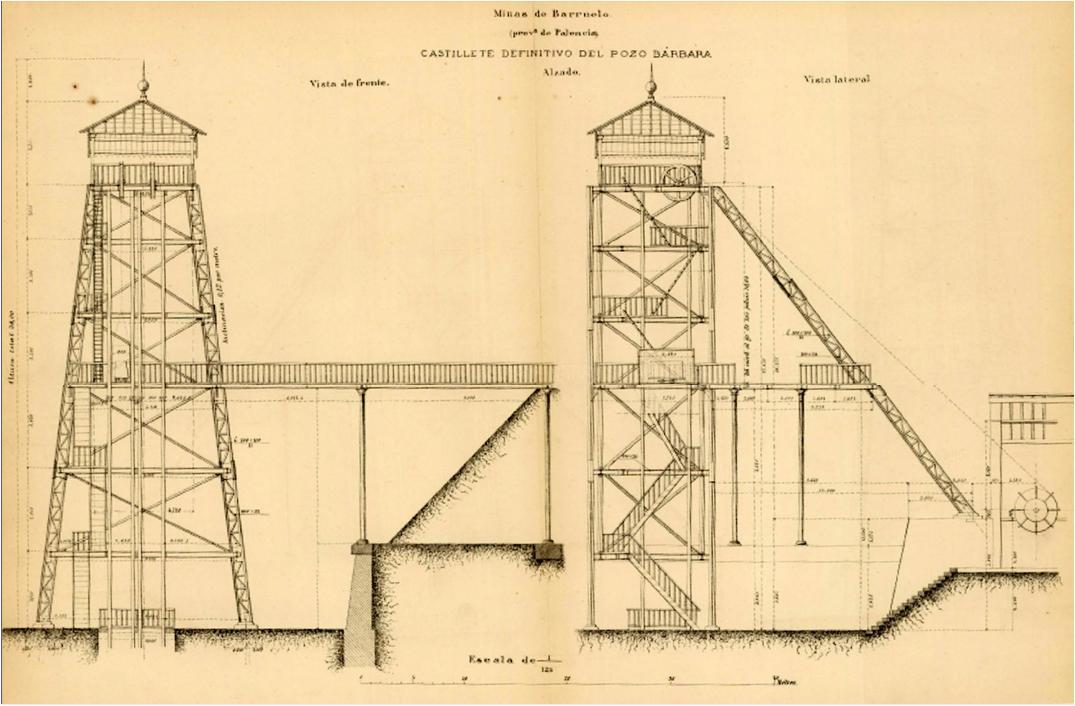
Croquis del castillete del pozo Bárbara (primer pozo maestro de la minería palentina) en las inmediaciones de Barruelo, importado de una mina de Bélgica. Estaba realizado en hierro y tenía una altura de 28 m. Este plano fue publicado en la Revista Minera en 1883, que fue cuando se instaló la estructura, posteriormente desmantelada.

La Primera Guerra Mundial (1914-1918) supuso un gran incremento de la producción nacional de carbón, particularmente en la cuenca palentina. La gran demanda originada por el cese en las exportaciones de grandes productores como el Reino Unido, sumado a la mejora en las infraestructuras locales, especialmente gracias al ferrocarril de La Robla, que recorría prácticamente toda la cuenca, permitió al sector vivir un boom para el que no estaba preparado, por lo que los precios se dispararon. En este período, se pasó de las 63 906 t de antracita extraídas en 1914 a las 228 762 de 1918, lo que originó que la capacidad de transporte del ferrocarril carbonero se quedara pequeña durante esa época. Esta bonanza permitió que afloraran en la zona importantes empresas extractivas: Minera San Luis en Guardo, Antracitas de Velilla en Velilla del Río Carrión, Minas de Castilla la Vieja y Jaén en Villaverde de la Peña, y la Sociedad Cántabro Bilbaína en Santibáñez de la Peña.
Por su parte, la cuenca hullera de Barruelo había mantenido durante este período una producción destinada a alimentar las locomotoras de la Compañía de Ferrocarriles del Norte, que era además propietaria de las explotaciones, tras comprárselas a la Sociedad de Crédito Español. En 1922, la compañía subdividió sus distintas actividades y creó la sociedad Minas de Barruelo, absorbiendo en 1929 las minas de Orbó, con lo que quedó toda la zona hullera en poder de la misma compañía. Esta cuenca apenas se vería afectada por la crisis del sector de la década de 1920, propiciada por el fin de la Gran Guerra, pues siguió vendiendo su producción a los ferrocarriles.

#### Revolución obrera y Guerra Civil
Inicios del sindicalismo

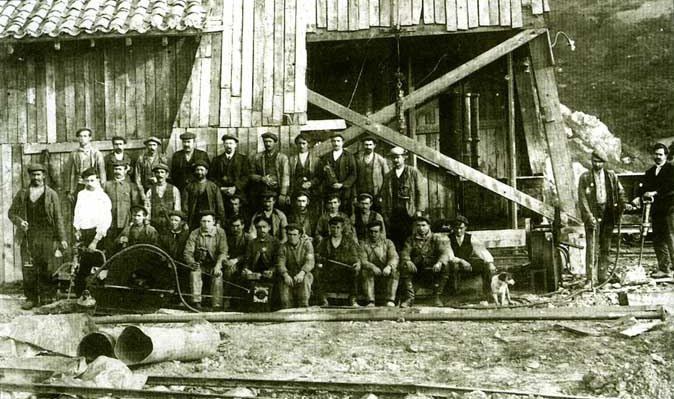
Un grupo de obreros durante los trabajos de perforación del pozo Calero, que se llevaron a cabo entre 1910 y 1911. El Calero, el pozo más emblemático de la cuenca hullera, destacaba por su gran castillete de sillería, instalación que aún puede ser visitada en la actualidad. Este pozo tiene también la peor marca de siniestralidad de la cuenca, y fue escenario del mayor accidente de su historia, el 21 de abril de 1941, cuando fallecieron 18 mineros y 19 resultaron heridos a causa de una explosión de grisú.

Las condiciones de trabajo en las minas a principios del siglo XX han sido definidas por los historiadores como lamentables. Al final de la Restauración, el asociacionismo obrero había adquirido ya cierta importancia, y con el advenimiento de la II República (1931), las centrales sindicales cobraron especial protagonismo en la zona, especialmente el Sindicato Minero Castellano de la Unión General de Trabajadores, de ideología socialista.
A finales de la década de 1920 el movimiento sindical había adquirido creciente importancia en las cuencas de Barruelo, localidad en la que la UGT contaba ya con unos 900 afiliados, y Guardo, donde en 1932 sumaba, con los de Velilla y Villanueva, 901. Surgieron así las primeras movilizaciones importantes del sector minero palentino: en septiembre de 1933 se declaró la primera gran huelga de la minería en la comarca, secundada por la práctica totalidad de los mineros (unos 3500 en aquel momento), demandando unas mejores condiciones laborales, y que se prolongó durante 24 días. Las reclamaciones mineras fueron atendidas por los empresarios ante la perseverancia mostrada por aquellos.
Por otro lado, la influencia política era ya grande en la sociedad de la época. En el verano de 1934 se produjeron en las localidades de Barruelo y Guardo sendas concentraciones de militantes socialistas que contaron con miles de asistentes de las provincias de Palencia, León y Santander, y que constituyeron una gran demostración de fuerza.
Revolución obrera

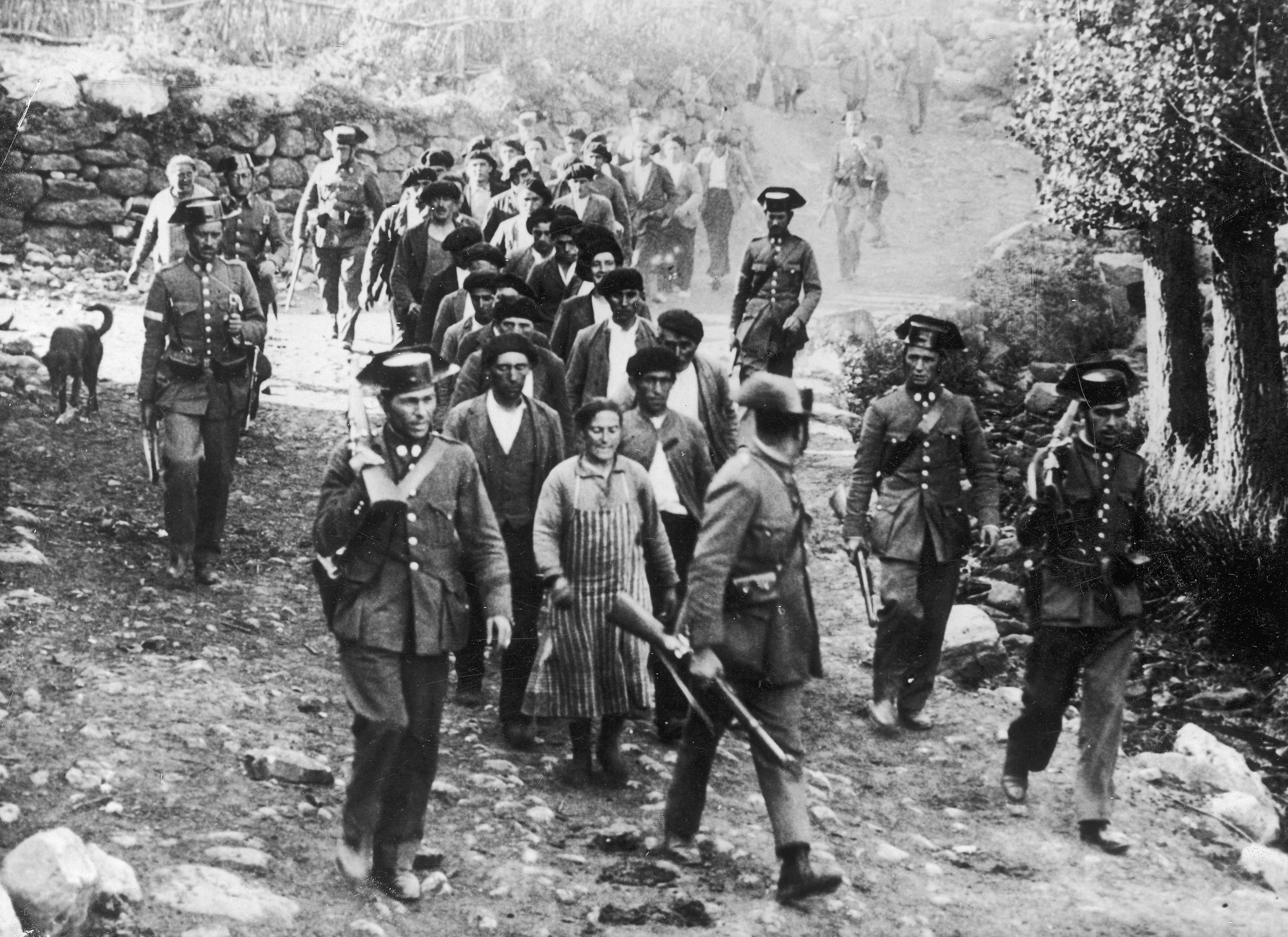
Una columna de Guardias Civiles con mineros capturados en los montes cercanos atraviesa Brañosera con dirección a Barruelo de Santullán, el 8 de octubre de 1934.

Cuando se proclamó la II República, Palencia producía unas 200 000 t de hulla y unas 100 000 de antracita anuales. Tras el triunfo de la CEDA en las elecciones de 1933 los sindicatos y las formaciones políticas de izquierda alentaron la llamada Revolución de 1934, que en el norte palentino se saldó con graves disturbios. El 5 de octubre los mineros de Barruelo se levantaron en armas y se hicieron con el control del pueblo, ocasionando la muerte de un teniente coronel y dos números de la Guardia Civil, además del director del colegio marista, Plácido Fábrega Juliá, conocido como Hermano Bernardo y beatificado por la Iglesia católica en 2007. En estos enfrentamientos murieron también el alcalde socialista y cuatro mineros. En Guardo, los mineros tomaron al asalto y prendieron fuego al cuartel de la Guardia Civil, perdiendo la vida un agente durante los enfrentamientos. La llegada del ejército ocasionó la huida a los montes de los revolucionarios, que posteriormente se fueron rindiendo y entregando a las autoridades. En la cuenca de Barruelo fueron detenidos 130 trabajadores, mientras que en la guardense el historiador Faustino Narganes Quijano señala que se detuvo a 236, siendo todos ellos trasladados a la prisión provincial de Burgos. Además, se produjo una fuerte represión sobre el colectivo minero y la destitución de los dirigentes de los ayuntamientos de Guardo y Barruelo. A causa de las huidas y detenciones, a finales de 1935 las industrias mineras contaban con aproximadamente el 40 % de sus plantillas.
Guerra Civil
La represión ejercida sobre los mineros y la supresión de sus sindicatos provocó que la Guerra Civil no tuviera gran repercusión en la zona, que cayó con rapidez en poder del bando sublevado. Al producirse el levantamiento, los mineros declararon la huelga general y muchos de ellos huyeron a los montes, estableciéndose el frente en las proximidades de Barruelo y límite con Cantabria. Estos combatientes pasaron después a Reinosa, mientras que los de Guardo lo hicieron a Cistierna, para combatir con el bando republicano.
Finalizado el conflicto, el colectivo no se libró de la represión franquista y continuó pagando las consecuencias de los sucesos de 1934. Se estima que unos 120 vecinos de Barruelo, Brañosera, Orbó y Vallejo de Orbó fueron asesinados durante este período. Según el historiador Pablo García Colmenares, «la comunidad minera se vería obligada a soportar, hasta los años sesenta, la nueva situación de sometimiento y control».

#### La autarquía
La autarquía instaurada por el régimen franquista, forzada por el aislamiento internacional a que fue sometido en sus primeros años, recurrió al carbón como principal fuente de energía, por lo que la cuenca se vio muy favorecida, experimentando un importante progreso durante la década de 1950. Este aumento en la producción no se vio acompañado por una mejora en la estructura productiva, por lo que la industria minera quedó obsoleta y este período floreciente fue precursor de su crisis definitiva. 
Tras la guerra, las minas barruelanas pasaron a ser propiedad estatal, concretamente de la red de ferrocarriles del estado y gestionadas por RENFE. De nuevo la hulla volvió a ser destinada a alimentar las calderas de las viejas locomotoras de vapor de la compañía. No obstante, la mala gestión se puso de manifiesto cuando al final de la década RENFE comenzó la electrificación de sus líneas, y la comarca hullera perdió a su principal cliente. Este hecho, unido al inicio de las importaciones de otras fuentes de energía, significó un obstáculo insalvable para la gestión de las explotaciones, por lo que el Estado decidió su privatización.
La central térmica de Velilla

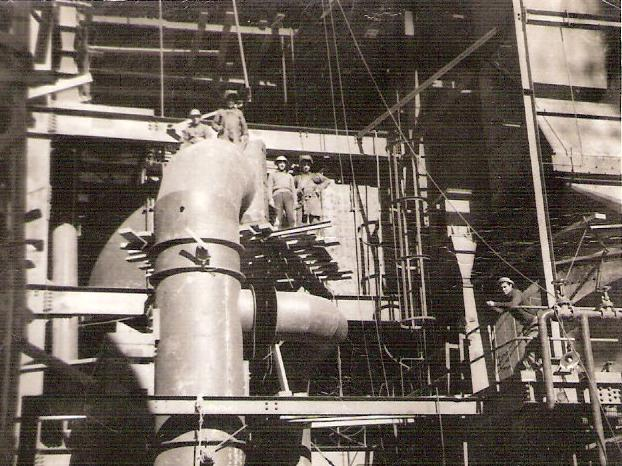
Un grupo de obreros, durante la construcción de la central térmica, en 1962. Esta instalación fue construida para aprovechar la producción de carbón de la cuenca, de la que fue principal cliente hasta el cierre de las minas. Consumió 222 169 t de carbón durante su primer año de funcionamiento.

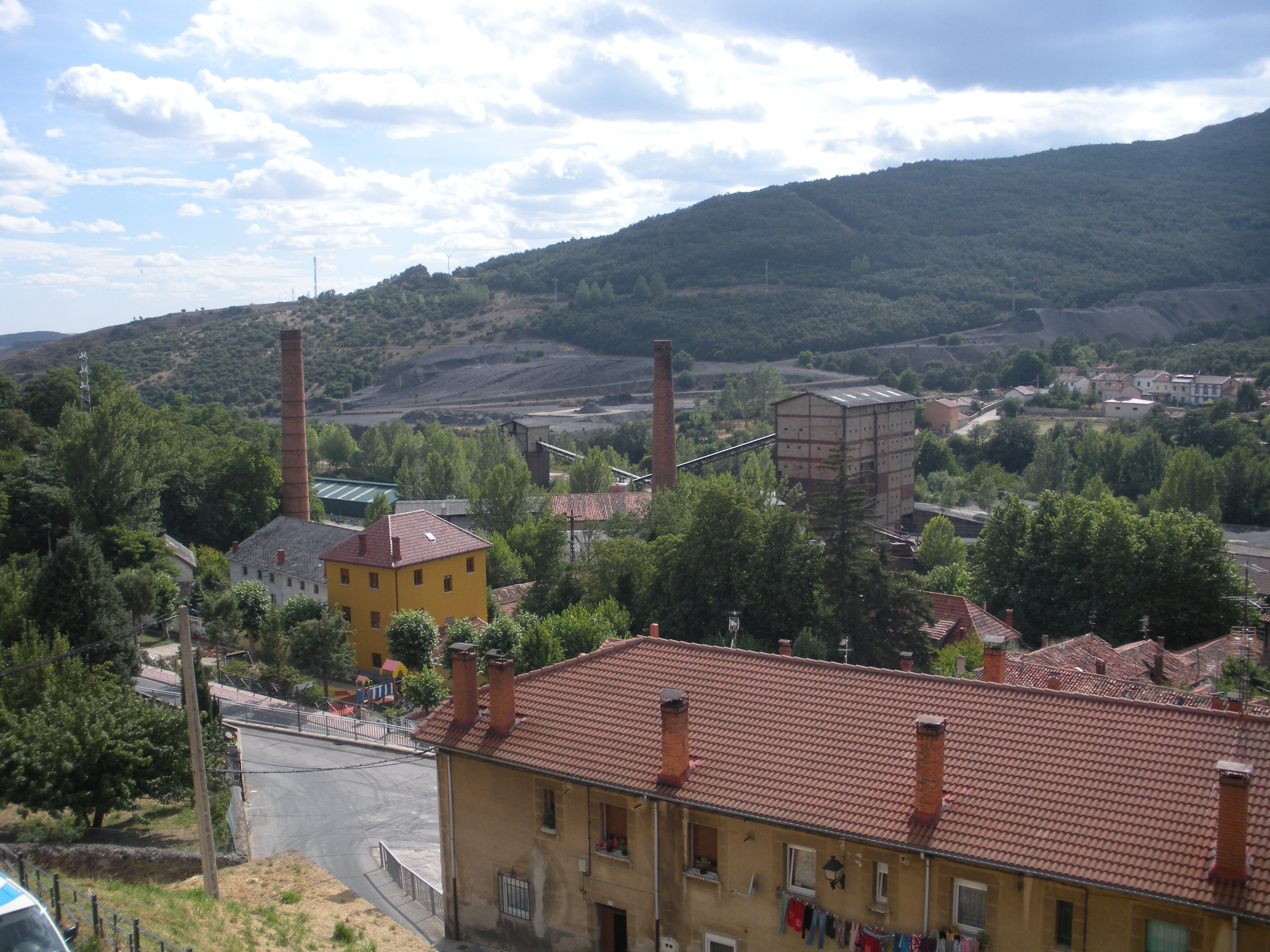
Imagen de Barruelo de Santullán en agosto de 2010. Se pueden apreciar en primera instancia las instalaciones industriales y lavaderos de Hullera Vasco Leonesa, y al fondo las grandes escombreras de las explotaciones hulleras.

El proyecto de construcción de una central térmica en la zona se gestó a finales de la década de 1950 con el fin de aprovechar la producción de carbón de la cuenca. La empresa Iberduero –bajo la denominación de Terminor, S. A., participada con Electra de Viesgo– eligió como ubicación unos terrenos adyacentes al río Carrión, dentro del término municipal de Velilla del Río Carrión. Acoplada a la red eléctrica en junio de 1964, la térmica se convirtió en la receptora principal del carbón palentino, garantizando la pervivencia de muchas de sus explotaciones. Los porcentajes de carbón adquiridos para su consumo representaron hasta el 80 % de la producción de algunas de las empresas mineras de la zona. Durante su primer año de funcionamiento, la central consumió 222 169 t de carbón.

#### Declive
En 1966 la sociedad Hullera Vasco-Leonesa adquirió las minas de Barruelo, presentando un ambicioso proyecto de reestructuración destinado a mejorar la productividad de su cuenca hullera. Pero en 1967, y alegando el incumplimiento de los acuerdos pactados por parte del Estado, la empresa declaró la crisis total de las instalaciones y solicitó a la Delegación de Trabajo el cierre de las mismas y el despido de todos sus empleados. A pesar de las graves consecuencias económicas que suponía el cierre tanto para la cuenca como para el Estado, entre 1969 y 1972 se cerraron todas las explotaciones de la zona, lo que supuso un importante movimiento de emigración por parte de su población. El último intento de reactivación de la cuenca se produjo a partir de 1980, cuando se constituyó la sociedad Hullas de Barruelo, S. A. (HUBASA) que se hizo cargo de las explotaciones con una plantilla inicial de 50 obreros.
| Antracitas de Velilla       | Velilla del Río Carrión   | 268 |
| Sociedad Minera San Luis    | Guardo                    | 132 |
| Minas de San Cebrián        | San Cebrián de Mudá       | 119 |
| Cántabro Bilbaína           | Santibáñez de la Peña     | 103 |
| Antracitas de San Claudio   | Castrejón de la Peña      | 82  |
| Floreal Llorente            | Santibáñez de la Peña     | 70  |
| Antracitas Valdehaya        | Guardo                    | 56  |
| Hullas de Barruelo          | Barruelo de Santullán     | 50  |
| Antracitas Mina Eugenia     | San Salvador de Cantamuda | 33  |
| González Tejerina           | Redondo-Areños            | 25  |
| Nemesio y José              | Santibáñez de la Peña     | 16  |
| Carbones San Isidro y María | Guardo                    | 13  |
| Felipe Villanueva           | Dehesa de Montejo         | 7   |
| Antracitas del Campo        | San Salvador de Cantamuda | 7   |
|                             | TOTAL                     | 981 |

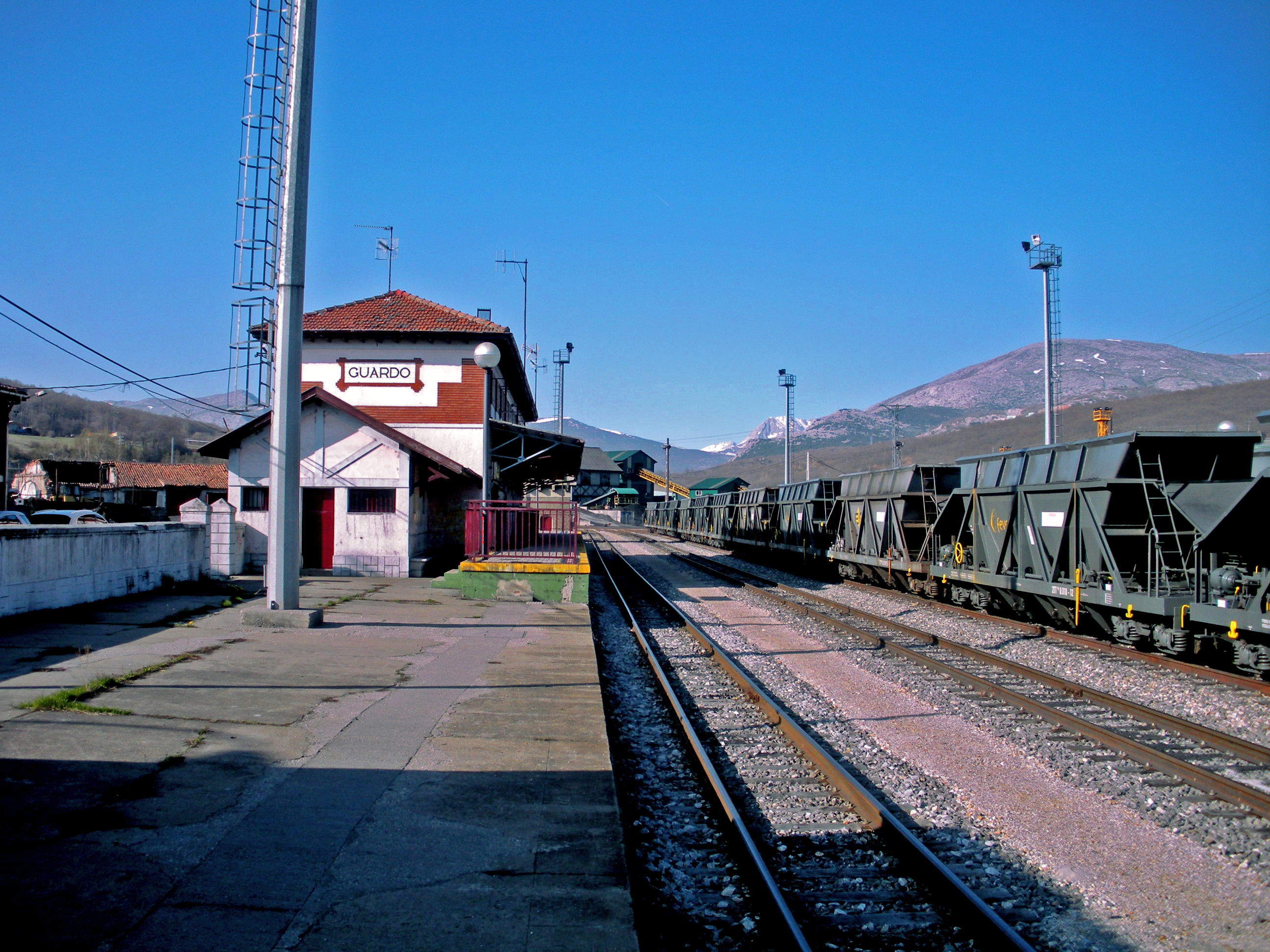
Estación de FEVE de Guardo con tolvas de carbón para la central térmica. Durante las accidentadas movilizaciones de finales de la década de 1980, los mineros cortaron el tráfico ferroviario como medida de protesta contra el cierre de las minas.

La entrada de España en la Comunidad Económica Europea en 1986 pasó de ser una amenaza para la minería palentina a significar el cierre material de muchas de sus instalaciones, ya que la política comunitaria marcó unas pautas en la línea de cerrar progresivamente todas las explotaciones no rentables. A partir de ese año se produjo un período de huelgas, con el objetivo de evitar el desmantelamiento de las cuencas. Así, entre 1985 y 1991 fueron convocadas hasta cuatro huelgas generales en el sector. En mayo de 1988 la minería palentina vivió sus movilizaciones más agitadas, quedando paralizada por protestas y manifestaciones con motivo de las negociaciones del convenio colectivo. En Guardo los mineros cortaron los accesos por carretera y la entrada del ferrocarril en la térmica de Velilla, produciéndose enfrentamientos con los efectivos antidisturbios enviados a la zona.
El 20 de diciembre de 1989 la Comisión Europea dictó su decisión de iniciar el proceso de reconversión de la minería del carbón y la reducción de ayudas al Gobierno español, que comenzó a subvencionar a las explotaciones que redujesen su producción. Este hecho coincidió con la crisis del Grupo Bergel, una sociedad minera que agrupaba las empresas Antracitas de Besande (con explotaciones en Velilla del Río Carrión), Cántabro Bilbaína (con actividad en Villanueva de Arriba y Santibáñez de la Peña) y Felipe Villanueva (Villaverde de la Peña y Dehesa de Montejo). Bergel se declaró en quiebra en junio de 1990, desapareciendo las tres explotaciones palentinas y despidiendo a sus 328 empleados.
| Palencia   | 317   | 358   | 373   | 376   | 359   | 374   | 390   | 390   | 367   | 368   |
| España     | 2 808 | 2 876 | 3 013 | 2 889 | 2 948 | 3 154 | 3 548 | 3 768 | 3 801 | 3 645 |
| % Palencia | 11,2  | 12,4  | 12,3  | 13,0  | 12,1  | 11,8  | 10,9  | 10,3  | 9,6   | 10,0  |

#### Desmantelamiento

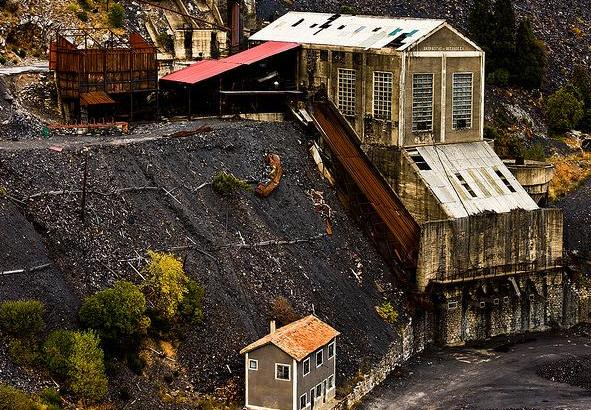
Imagen de las instalaciones de Antracitas de Besande en el municipio de Velilla del Río Carrión. Esta explotación se vio involucrada en la quiebra del Grupo Bergel en 1990, y desde entonces permanece abandonada.

El cierre de instalaciones mineras en la Montaña Palentina fue progresivo desde 1990. A los cierres del Grupo Bergel se sumaron Antracitas Valdehaya en Guardo y Minera Palentina en Lores. En esta época comienza también la explotación a cielo abierto de reservas carboníferas en Guardo y Velilla del Río Carrión. A pesar de ser consideradas imprescindibles por los empresarios para la supervivencia del sector, las minas a cielo abierto despertaron desde el principio el recelo de parte de la población, que a través de coordinadoras antidesmonte se opusieron a los proyectos, argumentando motivos ecológicos. En Guardo, la Plataforma Antidesmontes se convirtió en una fuerza política que llegó a presentarse a las elecciones municipales.
En octubre de 1998 Hullas de Barruelo se integró en Unión Minera del Norte (UMINSA), del grupo Victorino Alonso, que controlaba la gran mayoría de las explotaciones mineras del norte del país. La dependencia de la cuenca barruelana de las subvenciones públicas era ya muy grande, y tras sucesivos recortes en las mismas, el 1 de septiembre de 2005 UMINSA cerró su última instalación en la zona hullera, trasladando a los 40 trabajadores de su plantilla a sus instalaciones de "El Abuelo" en Velilla del Río Carrión.
En septiembre de 1999, la Junta de Castilla y León autorizó la absorción por parte de UMINSA de todas las empresas del sector que quedaban en la cuenca palentina: Antracitas de Velilla, en Velilla del Río Carrión, Antracitas del Norte en Aviñante y Velilla de Tarilonte, Sociedad Minera San Luis de Guardo, Antracitas de San Claudio (que unos meses antes había cerrado su última mina subterránea) de Castrejón de la Peña y Antracitas de Montebismo en La Pernía. Sólo San Isidro, con una pequeña explotación en Velilla del Río Carrión, quedó fuera del dominio del grupo de Victorino Alonso. En esa época, se empleaban en la cuenca 635 obreros, y su producción total era de 520 000 t anuales.
No obstante, UMINSA continuó con la política de cierre de explotaciones comenzada años antes: así, en 2003 cerró el último pozo de la sociedad San Luis en Guardo, y en 2004 el pozo Peruscales (el último de la sierra del Brezo, en Aviñante) y el "Montebismo" en San Juan de Redondo (última explotación minera de La Pernía). En Velilla del Río Carrión, cesó en 2007 los trabajos en "El Abuelo", concentrando la actividad en el pozo Las Cuevas, situado junto al límite con la provincia de León.

#### Expectativas

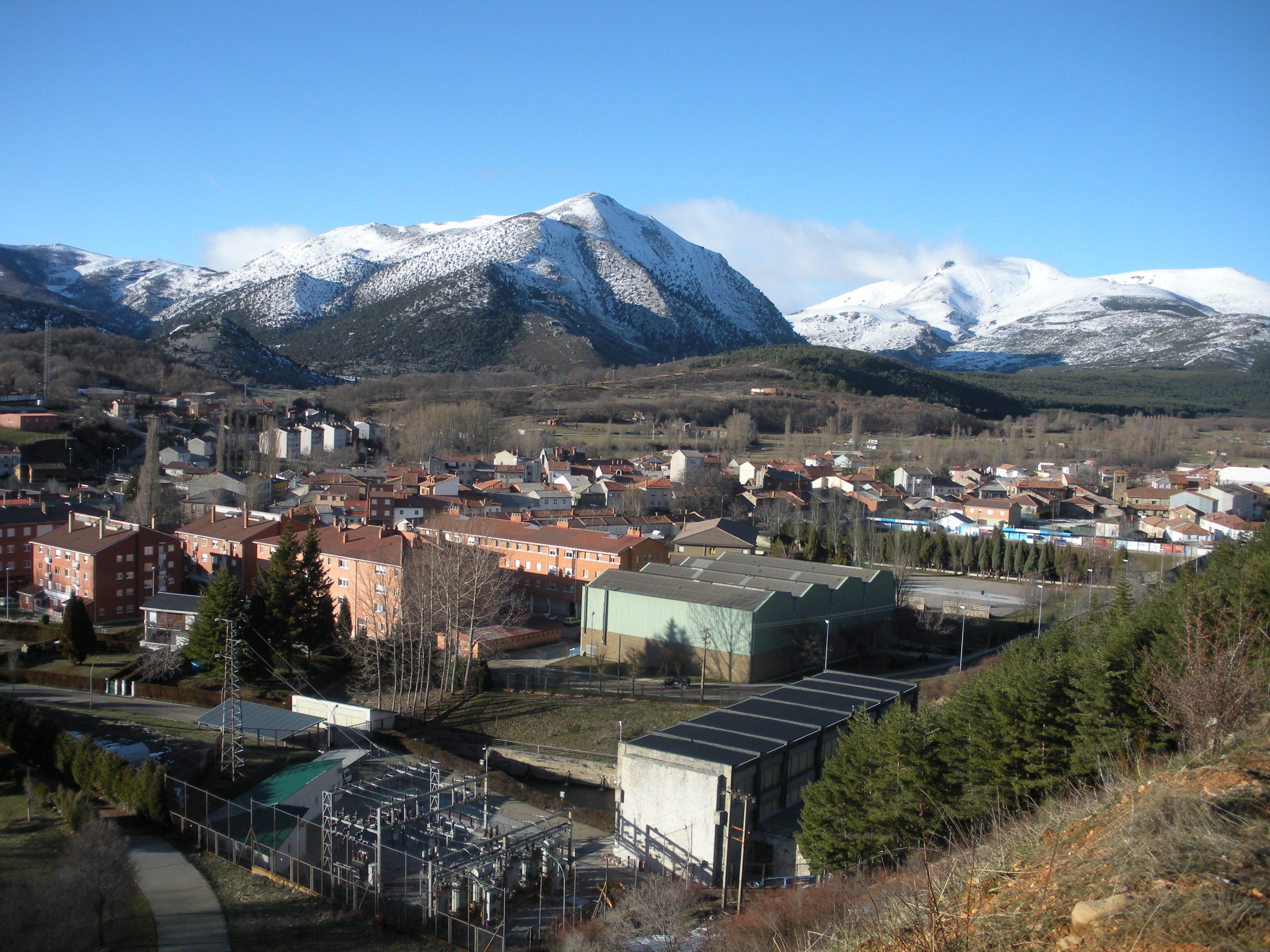
Velilla del Río Carrión, uno de los principales núcleos de la antracita palentina, y que albergó desde 2005 las dos únicas explotaciones subterráneas que quedaban en la comarca: Carbones San Isidro y María, propiedad de Fernando García Brugos, y el pozo Las Cuevas, que pertenecía a UMINSA, la principal empresa nacional del sector, y cuyo presidente era Victorino Alonso.

En 2009 los únicos pozos mineros que quedaban en activo en toda la provincia palentina se situaban en el término municipal de Velilla del Río Carrión y eran "San Isidro", propiedad de Carbones San Isidro y María, con 16 empleados, y "Las Cuevas", este propiedad de UMINSA y considerado la mina más moderna de Europa. No obstante, ambas explotaciones cesaron su actividad en 2014. UMINSA es también la propietaria de las dos únicas explotaciones a cielo abierto, localizadas junto a las localidades de Muñeca de la Peña y Traspeña de la Peña que, sumadas al pozo Las Cuevas, emplean a 140 trabajadores.
El futuro de la actividad quedó en el aire cuando la Unión Europea propuso mantener las ayudas públicas al sector hasta 2014, a condición de que ese año cerrasen todas las explotaciones deficitarias, entre las que están incluidas todas las existentes en Asturias, León y Palencia. El temor a la desaparición de la actividad en la cuenca palentina llevó a la Junta de Castilla y León a aliarse con la patronal y los sindicatos buscando el apoyo del Gobierno para intentar rectificar esta propuesta de la Comisión Europea.
La situación en la cuenca se complicó aún más cuando el verano de 2010, y debido a su falta de liquidez, UMINSA (atribuyendo su situación a que las centrales térmicas habían dejado de adquirir carbón) cesó en el mes de julio en el pago de las nóminas a los mineros. Ante esta perspectiva, el 2 de septiembre 52 mineros iniciaron un encierro en el interior del pozo Las Cuevas, demandando una solución para su situación. Los mineros abandonaron el encierro 27 días después, el 29 de septiembre, cuando la Comisión Europea autorizó al Gobierno español a subvencionar a las compañías eléctricas que utilizasen carbón autóctono para su producción. En un principio, la comisión confirmó el plazo del 31 de diciembre de 2014 como fecha límite para estas subvenciones, pero, tras una nueva propuesta, en diciembre prorrogó dicho plazo hasta 2018.
| Antracita | 349 909 | 212 671 | 366 056 | 386 729 | 348 822 | 321 692 | 285 018 | 357 022 | 451 686 | 415 962 |
| Hulla     | 127 094 | 120 451 | 115 640 | 112 800 | 98 270  | 107 293 | 95 810  | 0       | 0       | 0       |

### Destino del producto

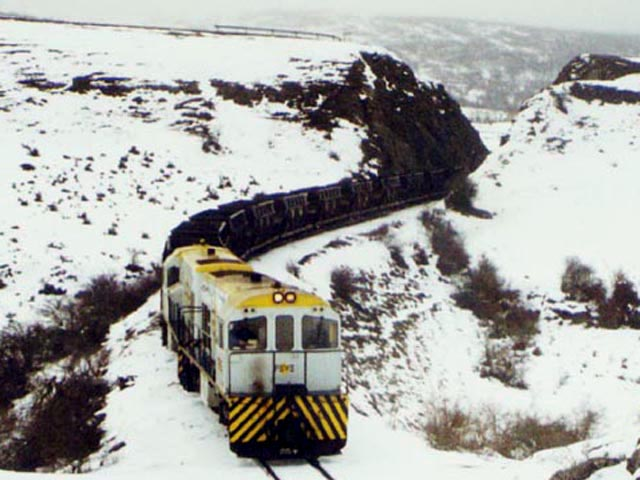
Dos locomotoras 1500 del ferrocarril de La Robla con un convoy de carbón saliendo de una trinchera entre la nieve, junto a Mataporquera, en 1998. La desaparición del transporte de carbón hacia la industria siderúrgica bilbaína propició el cierre de la línea en 1991. A partir de 1995, esta se reabrió gracias a inversiones públicas y desde entonces mantuvo una importante actividad de transporte de carbón hacia diferentes centrales térmicas.

El destino del carbón extraído en la cuenca palentina fue variando a lo largo de los años en función de las necesidades industriales. Con la inauguración del ferrocarril de La Robla en 1894, la siderurgia vasca fue el destino preferente de las explotaciones palentinas y leonesas. El transporte de carbón realizado por el hullero en sus primeros años de funcionamiento fue el siguiente:
| Toneladas | 17 378 | 48 906 | 107 413 | 163 381 | 135 811 | 128 694 | 189 248 | 140 556 | 163 552 | 223 629 |

En la década de 1950 el consumo de carbón en España se diversificó por sectores, viendo aumentado su uso a causa de la autarquía del inicio del franquismo. En 1950 el 24 % de la producción se dedicaba al ferrocarril, el 12 % a las centrales térmicas, el 10 % al consumo doméstico, un 6 % a la industria cementera, un 3,6 % a la propia minería, el 3,3 % a la navegación marítima y un 3,1 % a la textil como principales consumidores.
En 1958, el tren de La Robla alcanzó su récord de carbón transportado, con 908 464 toneladas, aunque este dato solo fue el punto de inicio de su declive definitivo. A partir de 1964, con la puesta en funcionamiento de la central térmica de Velilla, esta instalación fue la principal consumidora del carbón palentino. En su primer año de funcionamiento, la central consumió 222 169 toneladas de carbón, de las que 141 259 eran de antracita y el resto de hulla. En 1968, de las 246 484 t de antracita consumidas por la central, 179 573 procedían de la cuenca palentina, que produjo ese año 371 348, por lo que dedicó a Terminor el 48,3 % de su producción. 
La electrificación de las líneas de RENFE a finales de los años cincuenta, que supuso el fin de su consumo de hulla, y ya en la década de 1970, la búsqueda de alternativas más rentables para la alimentación de los altos hornos, la reestructuración industrial y el desmantelamiento de gran parte de los mismos propiciaron la desaparición del consumo carbonífero en ambas industrias, lo que significó el principio del fin del sector. En 1984 se produjo la ampliación de la térmica de Velilla, lo que amplió los cupos de carbón, perjudicados por el comienzo de la importación de carbón extranjero por parte de Iberdrola. En 2008, el cupo de carbón que UMINSA, empresa explotadora del carbón de la cuenca palentina, tenía asignado por la central térmica velillense era de 450 000 t anuales.

### Condiciones laborales

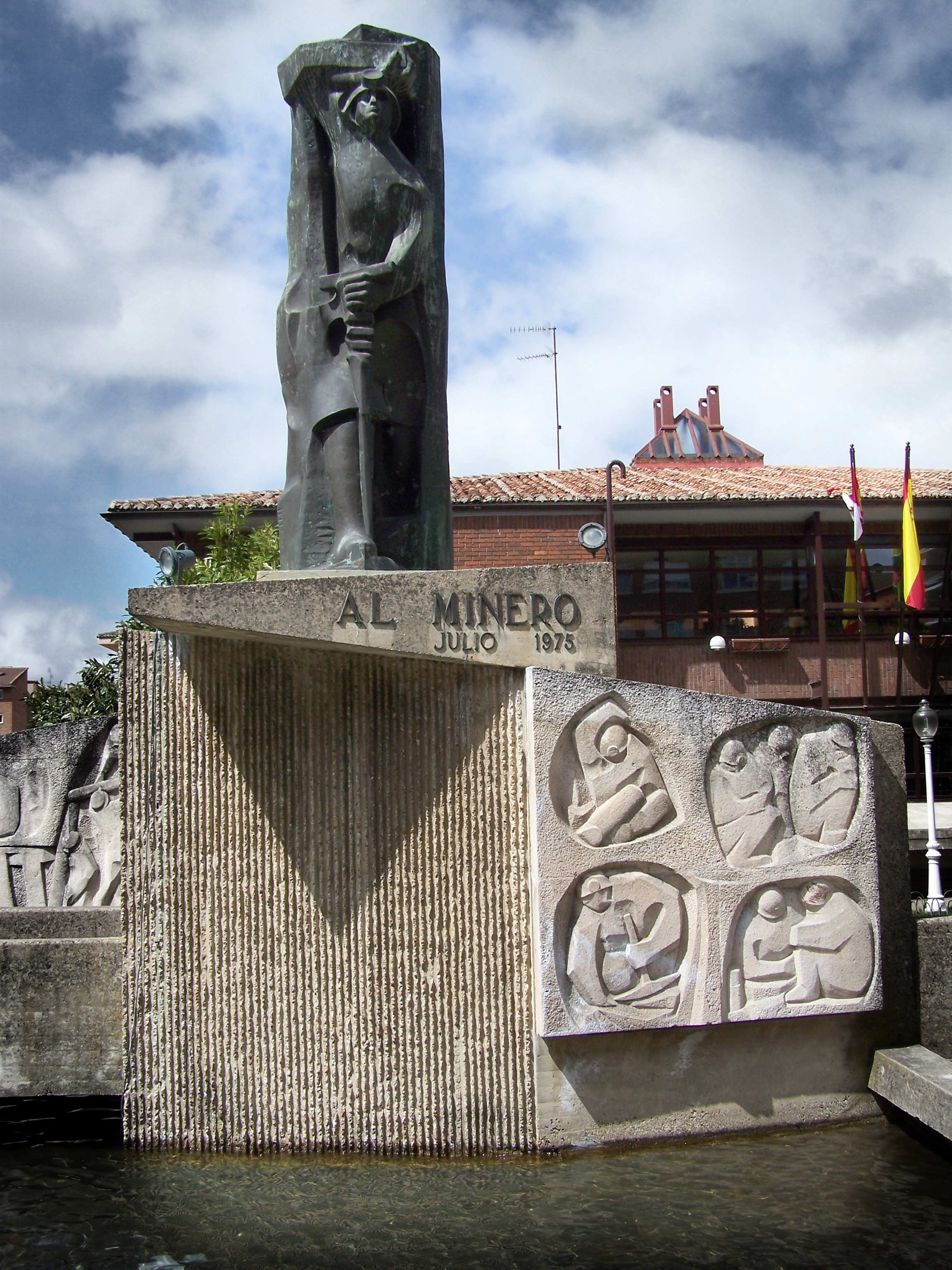
Monumento al Minero de Guardo. Se trata de una figura de bronce de 4 m de alto erigida sobre un pedestal de hormigón en el que se representan escenas mineras. El conjunto, que está completado por un estanque, fue inaugurado en julio de 1975, y la escultura es obra de Jacinto Higueras Cátedra. Constituye un homenaje a la figura del minero y es considerado el monumento más emblemático de la villa.

Las duras condiciones de trabajo en las minas, sobre todo en los primeros años de su explotación, hicieron que la siniestralidad en la cuenca palentina fuera muy elevada. El accidente más grave de su historia se produjo en el célebre pozo Calero de Barruelo, cuando el 21 de abril de 1941 fallecieron 18 mineros y otros 19 resultaron heridos a causa de una explosión de grisú. El "Calero", cerrado en 2002, tiene, según las actas de la Jefatura de Minas, el triste récord de haber registrado durante años una media de 12 muertos al año. Durante un tiempo, las minas de Barruelo fueron consideradas las más peligrosas de España. El libro El Pozo Calero documenta los datos de 165 mineros fallecidos en la zona entre 1915 y 2000.
Las explotaciones en la cuenca de antracita estaban ausentes de la presencia de grisú, por lo que la mayoría de los accidentes producidos en las mismas eran debidos a derrumbes en las galerías. Según los archivos de la sección de minas del Servicio Territorial de Industria, Comercio y Turismo de la Junta de Castilla y León, solo entre 1956 y 1997 fallecieron en esta zona 116 mineros como consecuencia de accidentes laborales.
Las secuelas físicas producidas por el trabajo en el interior de las minas también se dejaron sentir entre la población minera, sobre todo aquejados de una enfermedad profesional: la silicosis. Uno de los mayores expertos en el tema, el médico palentino Silvano Izquierdo, definió esta enfermedad como «una fibrosis pulmonar determinada por la inhalación prolongada de polvo silíceo». En 1980 se llevó a cabo un estudio sobre el tema, titulado Estudio sobre la silicosis en Palencia, a cargo del Servicio de Pulmón y Corazón del Hospital Provincial San Telmo de Palencia, publicado por la Institución Tello Téllez de Meneses. Según este estudio, entre 1973 y 1978 la Seguridad Social diagnosticó en la cuenca palentina un total de 832 casos de silicosis. Este dato contrasta con los ofrecidos por la Comisión Técnica Calificadora de enfermedades profesionales de Palencia, que entre 1974 y 1979 llevó a cabo 2463 reconocimientos, determinando 1282 casos. Este estudio hace hincapié en la importancia del hecho de que la silicosis sea la enfermedad respiratoria más frecuente en toda la provincia.

### Influencia ejercida por la actividad minera

#### Medio físico
Las extracciones carboníferas han ocasionado en gran parte de la Montaña Palentina un escenario de desorganización, originado por las grandes escombreras y los castilletes de los pozos abandonados. Este paisaje, sumado a la presencia de bocaminas e instalaciones ferroviarias, se ha convertido en habitual en los lugares donde existían explotaciones mineras, y en los últimos años las instituciones han intentado convertirlo en un recurso turístico a través del Plan Nacional de Patrimonio Industrial, aunque sus intervenciones han sido mínimas.
Una de las actividades mineras que más impacto ambiental produce son las explotaciones a cielo abierto. El primer desmonte llevado a cabo en la cuenca de Barruelo, a cargo de HUBASA en 1993, fue debatido en las Cortes de Castilla y León, donde llegó a ser considerado un "desastre ecológico" por un procurador socialista. A principios de la década de 1980 los primeros desmontes realizados en la comarca de Guardo despertaron un importante movimiento ciudadano contra este tipo de explotaciones. En 2006 el presidente de UMINSA, Victorino Alonso, presentó una propuesta al ayuntamiento guardense demandando la explotación a cielo abierto de 500 ha dentro del término municipal, comprometiéndose a contratar a toda la juventud de la localidad. La Plataforma Antidesmontes local se movilizó advirtiendo de su desconfianza ante la propuesta y el pleno del ayuntamiento decidió por unanimidad rechazar la oferta, además de declarar protegido todo el monte público del municipio para evitar futuros desmontes.
Según un informe publicado en 1988 por la Consejería de Fomento de la Junta de Castilla y León, las explotaciones a cielo abierto habían ocasionado severos impactos ambientales en la comarca originados por los vertidos procedentes de lavaderos, escorrentía de escombreras y desaparición de cubierta vegetal, generando una importante alteración en un entorno de gran valor paisajístico. Asimismo, cita como una de las zonas sometidas a mayor alteración al monte Corcos, en el término municipal de Guardo, donde se sitúa el bosque de Quercus pyrenaica de mayor extensión y calidad de la provincia, alterado por la actividad minera. En el entorno de Barruelo, el estudio referido alude al grave impacto ambiental producido por las escombreras de la minería de interior, así como a la contaminación sufrida por el río Rubagón.

#### Demografía
La influencia de la industria minera en la demografía de los principales núcleos de población de la zona fue decisiva. En el siguiente cuadro se puede comprobar la evolución de la población en los principales municipios desde el año 1837 hasta 2009. 
|                                                                | 1837 | 1850 | 1877 | 1900 | 1910 | 1920 | 1930 | 1940 | 1950 | 1970 | 1991 | 2001 | 2009 |
| -------------------------------------------------------------- | ---- | ---- | ---- | ---- | ---- | ---- | ---- | ---- | ---- | ---- | ---- | ---- | ---- |
| Barruelo de Santullán                                          | 30   | 36   | 3255 | 3389 | 4417 | 6600 | 8695 | 7770 | 7372 | 4724 | 2193 | 1641 | 1488 |
| Castrejón de la Peña                                           | 169  | 177  | 1301 | 1492 | 1541 | 1456 | 1532 | 1666 | 1789 | 1209 | 772  | 613  | 486  |
| Cervera de Pisuerga                                            | 660  | 784  | 1202 | 1555 | 1268 | 1237 | 1485 | 1594 | 1815 | 1997 | 2953 | 2684 | 2566 |
| Guardo                                                         | 436  | 625  | 1014 | 1216 | 1506 | 1801 | 2343 | 2427 | 3757 | 9012 | 9458 | 8548 | 7400 |
| La Pernía                                                      | 116  | 114  | 621  | 611  | 630  | 591  | 589  | 738  | 836  | 600  | 539  | 471  | 423  |
| Santibáñez de la Peña                                          | 58   | 94   | 3235 | 3669 | 3823 | 4410 | 4500 | 3760 | 3872 | 3147 | 1912 | 1500 | 1266 |
| Velilla del Río Carrión                                        | 264  | 385  | 497  | 542  | 589  | 662  | 876  | 1032 | 1048 | 2125 | 2103 | 1767 | 1521 |
| Fuente: Narganes Quijano (1837), Madoz (1850) e INE (el resto) |      |      |      |      |      |      |      |      |      |      |      |      |      |

Nota: En color, los máximos alcanzados. El color se corresponde con el asignado al mismo municipio en el gráfico superior.

#### Economía

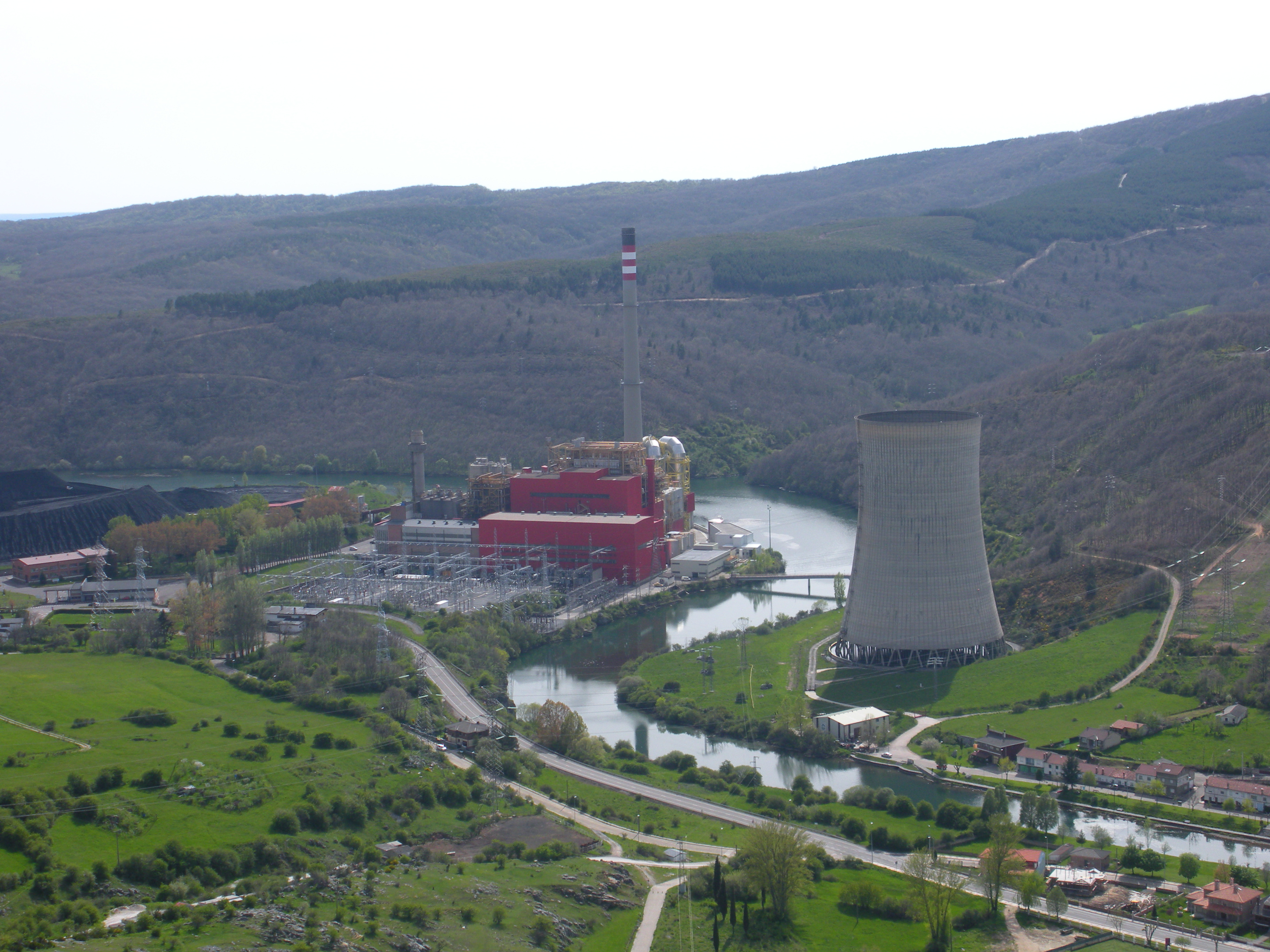
Vista general de la central térmica de Velilla, con el Grupo II (finalizado en 1984) ya construido. La instalación de Iberdrola fue construida para aprovechar la producción de carbón de la zona, y ha sido históricamente su principal cliente. A pesar del comienzo del uso de carbón de importación, en 2008, el cupo de carbón que UMINSA (propietaria de las explotaciones de las cuencas palentina y leonesa), tenía asignado por la central era aún de 450 000 toneladas anuales, aún superior a las 415 962 que en 2007 produjo toda la cuenca.

La actividad económica de la zona antes de la aparición del carbón estaba basada en la economía de subsistencia, siendo la agricultura y la ganadería sus actividades básicas, así como el aprovechamiento de sus recursos forestales. Con la proliferación de las explotaciones mineras, los habitantes de la comarca se dedicaron al trabajo en las minas, lo que convirtió esta actividad en el principal recurso económico de la Montaña Palentina durante todo el siglo XX. Además de los empleos directos generados por la industria minera, se crearon muchos otros indirectos derivados del mantenimiento y reparación de las infraestructuras utilizadas por las minas y el transporte de materiales. Durante el boom de la década de 1950, se produjo también una importante proliferación de comercios y locales de ocio, amparada por la bonanza económica de la década.
Con el inicio del desmantelamiento de las minas, el gobierno, a través del Ministerio de Industria y Energía puso en marcha el Plan de la Minería del Carbón y Desarrollo Alternativo de las Comarcas Mineras (Plan Miner) con el objetivo de reactivar la economía de las zonas mineras en recesión, que no obstante no ha conseguido paliar la pérdida gradual de habitantes de la comarca.

#### Sociología
La influencia de la actividad minera en la sociología de la comarca se ha manifestado de forma muy distinta a lo largo de sus casi dos siglos de existencia. La primera modificación sustancial que produjo en su entorno social fue la transformación de una sociedad dedicada en un alto porcentaje a la agricultura y la ganadería, que pasó a adoptar masivamente la minería como medio de subsistencia.
Las sociedades mineras tendrían una gran influencia en la sociedad del momento. A mediados del siglo XIX, estas empresas comenzaron a financiar la construcción de casas para los obreros, lo que unido a los economatos laborales que dispusieron, y la creación de escuelas, centros culturales y financieros, como la Caja de Socorros Mutuos (un fondo de previsión con el que se cubrían las bajas laborales) y las cajas de ahorros, propició que las empresas tuvieran un control casi absoluto de las poblaciones.
Otro fenómeno que se produjo, como contraposición al anterior, y profusamente estudiado en medios literarios, fue el del asociacionismo obrero, que tuvo su inicio en 1900, fecha en la que se data la creación del sindicato La Unión en Barruelo de Santullán. Este asociacionismo tendría especial repercusión en acontecimientos como la Revolución obrera de 1934.
Tras la Guerra Civil, y beneficiado por el proteccionismo sobre el carbón que originaron la autarquía y la necesidad energética, surgió un movimiento migratorio hacia las cuencas mineras con origen en zonas más rurales del país, y en los años 1960 fue precisamente la población de la comarca la que comenzó un importante proceso migratorio sobre todo con destino al poderoso tejido industrial de Vizcaya.
Ya a finales del siglo XX la decadencia de la actividad minera ha traído consigo un fenómeno demográfico que incide en la composición de la población de antiguos municipios mineros: la presencia mayoritaria de personas de edad avanzada y jubilados, propiciada por la emigración de la población más joven hacia zonas con mayores salidas laborales y el aumento de las prejubilaciones en la industria minera, encaminado a reducir las plantillas de las empresas. Entre 1998 y 2008, más de 300 trabajadores de la cuenca palentina fueron prejubilados, lo que ha reducido aún más su porcentaje de población activa.

#### Cultura

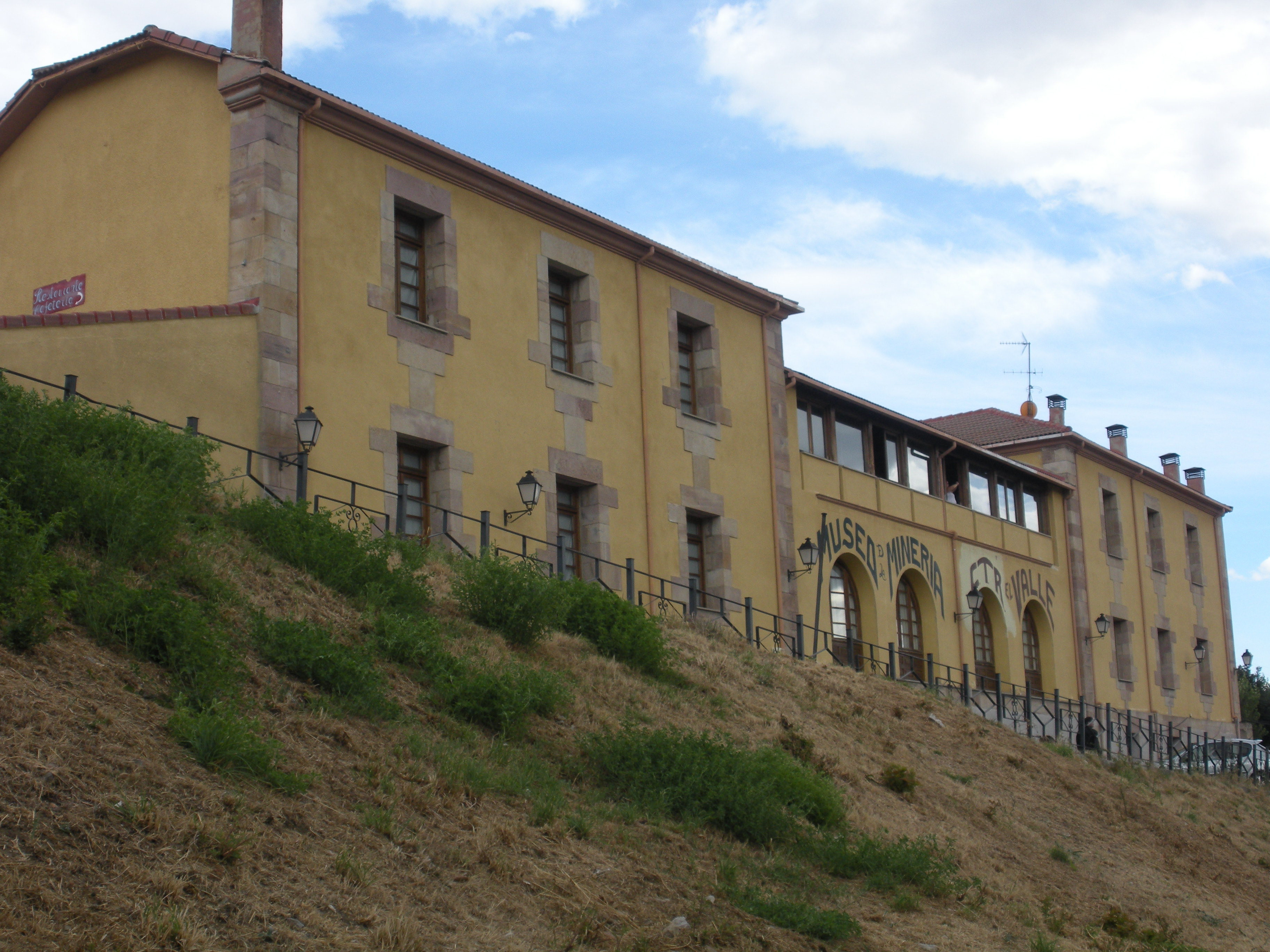
Vista exterior del Museo Minero, el área de exposiciones del Centro de Interpretación de la Minería de Barruelo de Santullán. El complejo se completa con una mina visitable y un centro cultural, y fue inaugurado en 1999 con el objeto de dar a conocer la actividad en las minas de Barruelo desde su descubrimiento en 1838 hasta su cierre definitivo en 2005.
El área museística está ubicado en el edificio que ocupaban las antiguas Escuelas Nacionales, y dispone de 600 m² de exposiciones.

Debido a la creciente demanda de información sobre la minería palentina, y como preservación del patrimonio histórico de la misma, en 1999 se inauguró en Barruelo de Santullán el Centro de Interpretación de la Minería. El complejo está compuesto por una mina visitable, un centro cultural y un área de interpretación de la minería. El área museística dispone de 600 m² de exposiciones, donde a través de un recorrido temático e interactivo se muestran los aspectos técnicos y humanos de la minería, así como el entorno geográfico de la zona. Durante su primer año de funcionamiento, el museo fue visitado por unas 22 000 personas.
En Velilla del Río Carrión se celebra desde 2007 el Concurso Nacional de Entibadores Mineros, dentro de los actos de la fiesta de la minería, celebrada el día de Santa Bárbara (4 de diciembre). El concurso consiste en una exhibición de entibación similar a la que se realiza dentro de la mina, que consiste en la construcción y colocación de cuadros de madera destinados a la contención de las galerías, valorándose la calidad y velocidad empleada para su instalación.
La bibliografía temática sobre la cuenca minera palentina está compuesta por dos obras principales: El Pozo Calero. Historia de la minería en el Valle de Santullán, escrito en 2003 por Fernando Cuevas, Wilfredo Román y Luis Llorente, y Mineros y minas. Historia del carbón de antracita en la Montaña Palentina (2010), de Faustino Narganes Quijano (Ver sección bibliografía).

## Personajes relacionados
- Ricardo Becerro de Bengoa (1845-1902): Científico e historiador alavés que recorrió la cuenca minera, dejando constancia de sus estudios en varias publicaciones, lo que le convirtió en el cronista del inicio de la actividad minera en Palencia.[22] Fue quien dio a conocer el protagonismo del cura Ciriaco del Río (cuyo testimonio recogió en un libro) en el descubrimiento del mineral en la provincia.[23]
- Manuel Llaneza (1879-1931): Líder sindicalista socialista y alcalde de Mieres, vivió desde los 2 años en Barruelo, en cuyas minas trabajó desde los 11 hasta los 23 años. Una calle de Barruelo lleva su nombre[124]
- Mariano Ortega Alonso (1919-1951): Líder de la guerrilla antifranquista de la cuenca, era un minero natural de Barruelo. Fue apresado en Bilbao en 1947 y ejecutado en Palencia en 1951.[125] Su hermano Ambrosio, que fue capturado junto a él y cumplió 22 años de cárcel, fue un reputado pintor afincado en Guardo.[126]
- Claudio Prieto (1934-2015): Compositor nacido en Muñeca de la Peña, donde vivió siendo niño los acontecimientos de la Guerra Civil. Comenzó su actividad musical en la Banda Municipal de Guardo, y completó sus estudios en Madrid.[127]
- José María Cuevas (1935-2008): Empresario y presidente de la Confederación Española de Organizaciones Empresariales (CEOE) durante 23 años, nació al año siguiente de tener que abandonar sus padres su pueblo de Barruelo de Santullán por problemas políticos, en una etapa de gran agitación social.[128]
- Pedro Miguel Barreda Marcos (1931-2016): Nació en Buenavista de Valdavia; el historiador, periodista y cronista dedicó la parte más importante de su obra a temas históricos palentinos de la Edad Moderna y Contemporánea.[129]
- Faustino Narganes Quijano (1948): Historiador natural de Traspeña de la Peña, académico de la Real Academia de la Historia, vivió en primera persona los años florecientes de la comarca.[130] Es autor de algunos de los estudios considerados más importantes sobre la minería palentina,[131] además del libro Mineros y minas. Historia del carbón de antracita en la Montaña Palentina (2010).

## Explotaciones
| Principales pozos mineros |                         |           |                                           |          |        |                                                    |
| Nombre del pozo           | Municipio               | Sustancia | Ubicación                                 | Apertura | Cierre | Notas                                              |
| Pozo Peragido             | Barruelo de Santullán   | hulla     | 42°54′03″N 4°16′30″O / 42.90083, -4.27500 | 1936     | 2005   | Cerrado en 1969 y reabierto en 1983.               |
| Pozo Bárbara              | Barruelo de Santullán   | hulla     | 42°53′56″N 4°16′37″O / 42.89889, -4.27694 | 1878     | 1890   | Abandonado al no cumplir las expectativas.         |
| Pozo Calero               | Barruelo de Santullán   | hulla     | 42°54′46″N 4°18′20″O / 42.91278, -4.30556 | 1911     | 2002   | Cerrado en 1972 y reabierto en 1994                |
| Pozo María del Carmen     | La Pernía               | antracita | 43°00′03″N 4°25′44″O / 43.00083, -4.42889 |          | 2004   | Grupo Montebismo. Cerrado por UMINSA.              |
| Mina Eugenia              | La Pernía               | antracita | 42°59′48″N 4°30′47″O / 42.99667, -4.51306 | 1950     | 1992   | Lores. En 1992 la empresa cesó su actividad.       |
| Pozo Pedrito Segundo      | Castrejón de la Peña    | antracita | 42°49′31″N 4°37′04″O / 42.82528, -4.61778 | 1965     | 1996   | Villanueva. Inundado por la rotura de un acuífero. |
| Pozo Peruscales           | Santibáñez de la Peña   | antracita | 42°49′31″N 4°41′44″O / 42.82528, -4.69556 |          | 2004   | Villaverde de la Peña. Cerrado por UMINSA.         |
| Pozo Valdeabuelo          | Santibáñez de la Peña   | antracita | 42°48′21″N 4°44′36″O / 42.80583, -4.74333 |          | 1985   | Afectado por el cierre del Grupo Bergel.           |
| Pozo El Abuelo            | Velilla del Río Carrión | antracita | 42°50′52″N 4°52′41″O / 42.84778, -4.87806 |          | 2007   | Grupo El Abuelo. Cerrado por UMINSA.               |
| Pozo Las Cuevas           | Velilla del Río Carrión | antracita | 42°50′53″N 4°52′44″O / 42.84806, -4.87889 |          | 2014   | Grupo El Abuelo. Cerrado por UMINSA                |
| Mina Trueno               | Guardo                  | antracita | 42°47′19″N 4°53′02″O / 42.78861, -4.88389 | 1895     | 1966   | Monte Corcos. Cerrado por Sdad. Minera San Luis.   |
| Pozo Sestil               | Guardo                  | antracita | 42°48′08″N 4°53′40″O / 42.80222, -4.89444 |          | 2003   | Monte Corcos. Cerrado por UMINSA.                  |